# Viaggi apostolici di papa Benedetto XVI

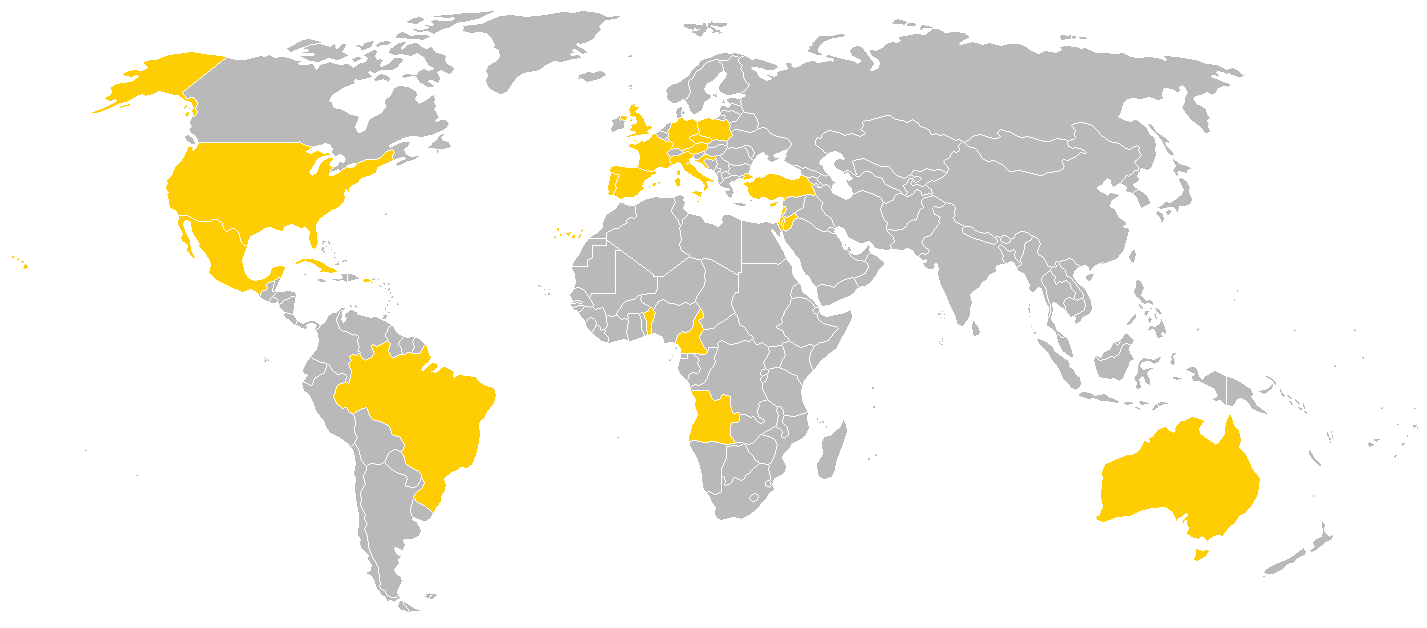
Paesi visitati da Benedetto XVI.

In questa voce sono elencati i viaggi apostolici e le visite pastorali di papa Benedetto XVI, 265º papa della Chiesa cattolica e 7º sovrano dello Stato della Città del Vaticano.
Essi sono così chiamati in quanto il papa è il successore dell'apostolo Pietro; agli effetti del diritto internazionale sono viaggi di cortesia diplomatici tra capi di Stato o rappresentanze locali dello Stato ospitante opportunamente delegate.
I viaggi apostolici all'estero, come anche quelli in Italia, sono elencati in ordine di data.
Le uscite compiute all'interno della diocesi di Roma rientrano nella definizione tradizionale di visite pastorali, poiché di essa il papa è il vescovo.
Durante il suo pontificato, papa Benedetto XVI ha compiuto complessivamente 24 viaggi apostolici in 24 diverse nazioni. Del continente europeo ha visitato 13 Paesi: Germania, Spagna (entrambi i Paesi sono stati visitati per tre volte), Polonia, Turchia, Austria, Francia, Repubblica Ceca, Malta, Portogallo, Cipro, Regno Unito, Croazia e San Marino. Sette i viaggi apostolici intercontinentali: in Brasile, negli Stati Uniti d'America, in Australia, in Messico e a Cuba, in Africa (due volte), in Terra santa e in Libano.
Egli inoltre ha inoltre compiuto 34 visite pastorali in 42 differenti città o frazioni d'Italia.

## Viaggi apostolici al di fuori dell'Italia

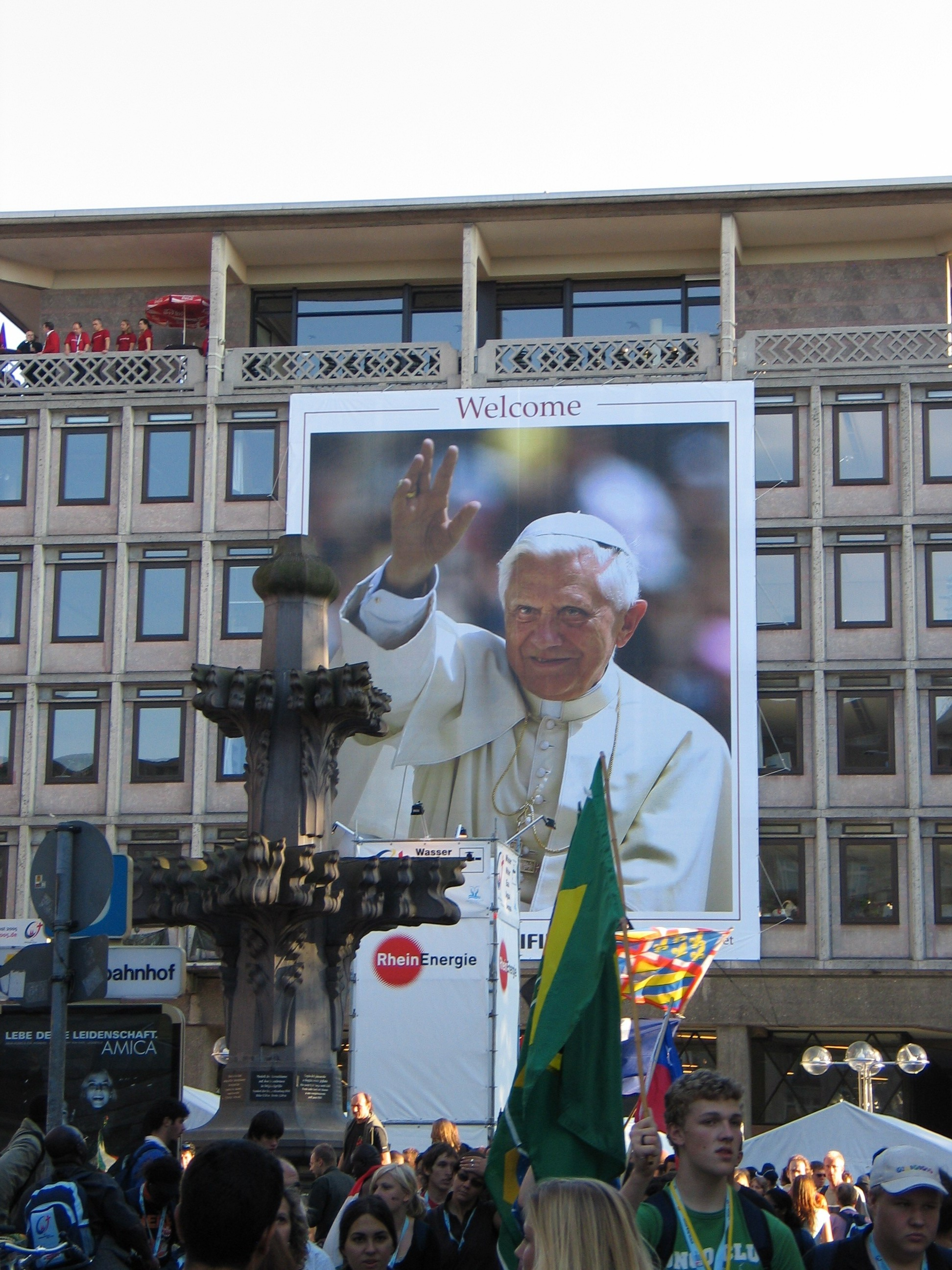
Gigantografia del Papa nella città di Colonia

### 2005

#### GermaniaI (18 agosto - 21 agosto 2005)
Il Papa si è recato nella sua terra natale per celebrare la XX Giornata Mondiale della Gioventù. Il Pontefice è giunto al duomo di Colonia attraverso un'imbarcazione salutato da migliaia di giovani stipati sulle rive del Reno. Di rilevanza storica la visita alla sinagoga della città, dove ha parlato del forte legame che unisce ebrei e cattolici, condannando ogni forma di antisemitismo. È stato il terzo pontefice nella storia, dopo Pietro apostolo e papa Giovanni Paolo II a visitare una sinagoga.
Il Pontefice ha partecipato alla veglia notturna e ha celebrato la messa sulla spianata di Marienfeld (ex miniera di lignite), presso Türnich e Kerpen, dove si sono radunati un milione di giovani.

### 2006

#### Polonia(25 maggio - 28 maggio 2006)
Il 25 maggio 2006, nel primo giorno di permanenza in Polonia, si è recato a Varsavia dove ha pregato nella cattedrale di San Giovanni Battista sulla tomba del cardinale Stefan Wyszyński, il primate polacco, scomparso nel 1981. In quest'occasione Benedetto XVI si è rivolto ai cattolici che devono «guardarsi dalla pretesa di impancarsi con arroganza a giudici delle generazioni precedenti, vissute in altri tempi e in altre circostanze».
Il 26 maggio 2006 il Papa partecipa alla prima celebrazione di massa in terra polacca officiando la messa solenne in piazza della Vittoria a Varsavia, luogo simbolo della storia del Paese. Durante l'omelia pronunciata nel corso della messa ha detto: «Oggi come nei secoli passati c'è chi vuole negare la verità di Cristo e non bisogna cadere nella tentazione del relativismo. Si cerca di creare l'impressione che tutto sia relativo: anche le verità della fede dipenderebbero dalla valutazione umana. Ogni cristiano è tenuto a confrontare continuamente le proprie convinzioni con i dettami del vangelo e della tradizione della Chiesa nell'impegno di rimanere fedele alla parola di Cristo, anche quando essa è esigente e umanamente difficile da comprendere». Nel pomeriggio si è recato a Częstochowa, al santuario mariano di Jasna Góra dov'è venerata la Madonna nera. In serata si è trasferito a Cracovia alloggiando nel palazzo arcivescovile, negli ambienti in cui Giovanni Paolo II esercitò il suo ministero di vescovo.

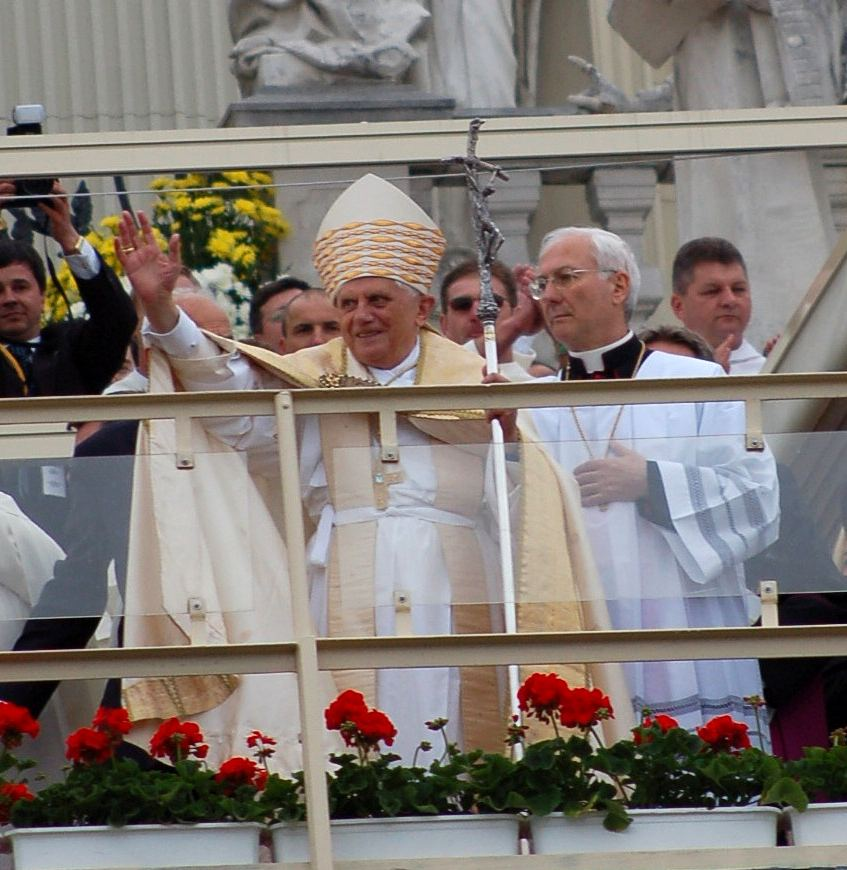
Il Papa al santuario mariano di Jasna Gora

Il 27 maggio 2006 papa Benedetto XVI ha infatti visitato alcuni dei luoghi simbolo della vita del suo predecessore. A Wadowice (città natale di papa Wojtyła), ha visitato la basilica dell'Immacolata Concezione e la casa natale di Giovanni Paolo II, oggi trasformata in un museo. Ha anche esternato la sua preghiera affinché il suo predecessore venga presto canonizzato. Sulla via di ritorno a Cracovia, si è recato al Santuario della Madonna di Kalwaria Zebrzydowska, che fu meta di numerosi pellegrinaggi di Giovanni Paolo II negli anni della sua giovinezza, e al Santuario della Divina Misericordia di Lagiewniki, consacrato da Giovanni Paolo II nel suo ultimo viaggio in patria nel 2002. Nel pomeriggio dopo una visita alla cattedrale del Wawel di Cracovia, dove sono venerate le spoglie di santo Stanislao, patrono della Polonia, ha incontrato centinaia di migliaia di ragazzi nel parco di Blonie, una immensa distesa verde sulle rive del fiume Vistola. Qui, Benedetto XVI ha pregato con loro e ha consegnato loro la «fiamma della misericordia», affidando loro la missione di portare la luce della fede al mondo.

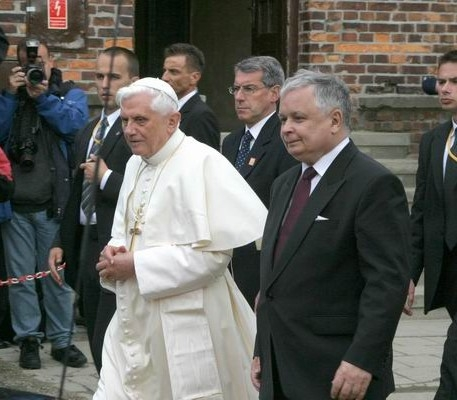
Benedetto XVI assieme a Lech Kaczyński, presidente della Polonia, al campo di concentramento di Auschwitz-Birkenau

Il 28 maggio 2006 papa Benedetto XVI davanti a un milione di persone ha celebrato la messa nel parco di Blonie. Nel pomeriggio si è tenuta la visita storica al campo di concentramento di Auschwitz, dove ha pregato per onorare la memoria degli ebrei, dei polacchi, dei russi, dei rom, e dei rappresentanti di venticinque nazioni uccisi dall'odio nazista. Il Papa è entrato a piedi e da solo nel campo di concentramento di Auschwitz passando sotto l'inquietante scritta Arbeit macht frei ("Il lavoro rende liberi"), sotto la quale sono passati milioni di ebrei destinati allo sterminio. Dopo aver pregato davanti al "muro della morte", dove vennero fucilati 20.000 detenuti, ha salutato un gruppo di ex deportati di Auschwitz. La visita è poi continuata con l'omaggio alla cella di san Massimiliano Kolbe, il frate francescano polacco (canonizzato nel 1982) che si offrì per essere ucciso al posto di un altro prigioniero, un padre di famiglia, il 14 agosto 1941.
Si è poi trasferito al vicino campo di Birkenau dove si trova il monumento internazionale alle vittime dell'Olocausto, composto da 22 lapidi che in varie lingue ricordano tutti i morti nei campi di Auschwitz. Qui si è anche tenuto un incontro di preghiera interconfessionale con un gruppo di ex prigionieri, nel corso del quale è stato cantato il Kaddish, un cantico funebre ebraico.
Il Papa dopo aver trascorso qualche minuto di preghiera, soffermandosi in particolare davanti alla lapide in ricordo delle vittime tedesche, ha pronunciato il suo discorso, in italiano, rimarcando quanto, in quella circostanza, senta come un peso essere un tedesco e, da teologo, ha cercato risposte all'inquietante silenzio divino davanti al male nazista. Queste sono state le sue parole: «In un luogo come questo vengono meno le parole, in fondo può restare soltanto uno sbigottito silenzio che è un interiore grido verso Dio: Signore, perché hai taciuto? Perché hai potuto tollerare tutto questo? Non possiamo scrutare il segreto di Dio, vediamo solo frammenti e ci sbagliamo se vogliamo farci giudici di Dio e della storia».
Ratzinger ha indicato come scopo della sua visita al campo «la grazia della riconciliazione - da Dio innanzitutto che, solo, può aprire e purificare i nostri cuori; dagli uomini poi che qui hanno sofferto, e infine la grazia della riconciliazione per tutti coloro che, in quest'ora della nostra storia, soffrono in modo nuovo sotto il potere dell'odio e sotto la violenza fomentata dall'odio». In un passaggio del discorso ha poi di fatto discolpato il popolo tedesco dalle colpe collettive, accusando i «criminali nazisti» di aver ingannato il suo popolo che fu usato come strumento della loro smania di dominio in nome di prospettive di grandezza, di recupero dell'onore della nazione e della sua rilevanza.
Il punto principale del discorso è stato l'interpretazione del tentativo di annientamento degli ebrei come un progetto per uccidere Dio, della cui esistenza il popolo ebraico sarebbe testimonianza: cancellando Israele gli autori dello sterminio «volevano strappare anche la radice su cui si basa la fede cristiana, sostituendola definitivamente con la fede fatta da sé, la fede nel dominio dell'uomo, del forte».
Molti polacchi si sono mobilitati per la prima visita del papa succeduto a Giovanni Paolo II. In suo onore sono state organizzate donazioni straordinarie di sangue, sono stati vietati gli alcolici ed una pubblicità televisiva sui Mondiali di calcio 2006 in cui si vede una coppia mentre copula, inoltre giovani cattolici gli hanno consegnato un libro in cui affermano il proprio impegno contro la droga.
Mentre veniva cantato il Kaddish, un canto per i morti della Shoah, è spuntato sopra il campo di Birkenau un arcobaleno, simbolo della pace e dell'Olocausto. Il rabbino capo di Roma Riccardo Di Segni dopo aver definito la visita del pontefice «un momento storico, con un discorso grande all'inizio e alla fine problematico nel suo contenuto» ha aggiunto: «Si deve riflettere su un segno spettacolare: quell'arcobaleno che spunta nel cielo mentre il Papa compie la sua visita. L'arcobaleno è il segno biblico dell'impegno divino a non distruggere l'umanità: Dio non distrugge l'uomo, ma lascia agli uomini il libero arbitrio di farlo».

#### SpagnaI (8 luglio - 9 luglio 2006)
Il Papa si è recato nella città spagnola di Valencia in occasione del V Incontro mondiale delle famiglie.
Subito dopo l'atterraggio, Benedetto XVI è giunto alla stazione Jesus della metropolitana di Valencia dove ha pregato per le 42 vittime dell'incidente del 3 luglio, causato da un guasto dei treni. Ad accoglierlo i principi ereditari Felipe e Letizia. Il Papa si è raccolto in preghiera davanti all'entrata della stazione del metro leggendo un passaggio del vangelo. Dopo la breve cerimonia si è diretto con la papamobile alla cattedrale della Virgen de los Desamparados e ha rivolto un messaggio ai vescovi. Nel pomeriggio è andato a far visita di cortesia ai reali di Spagna, re Juan Carlos e la consorte Sofia al Palazzo della Generalitat. Successivamente Ratzinger ha ricevuto per un breve scambio di saluti il presidente del governo spagnolo José Luis Rodríguez Zapatero nel palazzo arcivescovile. Il Premier spagnolo all'ingresso dell'arcivescovado è stato fischiato dai gruppi di pellegrini a seguito dei provvedimenti promossi dal suo governo (legge sui matrimoni omosessuali, divorzio breve, sperimentazione sugli embrioni, declassamento dell'ora di religione).
In serata il Pontefice si è recato all'incontro festivo e testimoniale per la conclusione del V Incontro mondiale delle famiglie nella Città delle Arti e delle Scienze.
Nello stesso luogo nella prima mattinata di domenica 9 luglio Ratzinger ha celebrato la messa e recitato l'Angelus. Ha fatto discutere la decisione del premier Zapatero di non assistere alla funzione religiosa (il portavoce vaticano Joaquín Navarro-Valls ha sottolineato che neanche Fidel Castro aveva disertato la messa durante la visita di Giovanni Paolo II a Cuba).

#### GermaniaII (9 settembre - 14 settembre 2006)

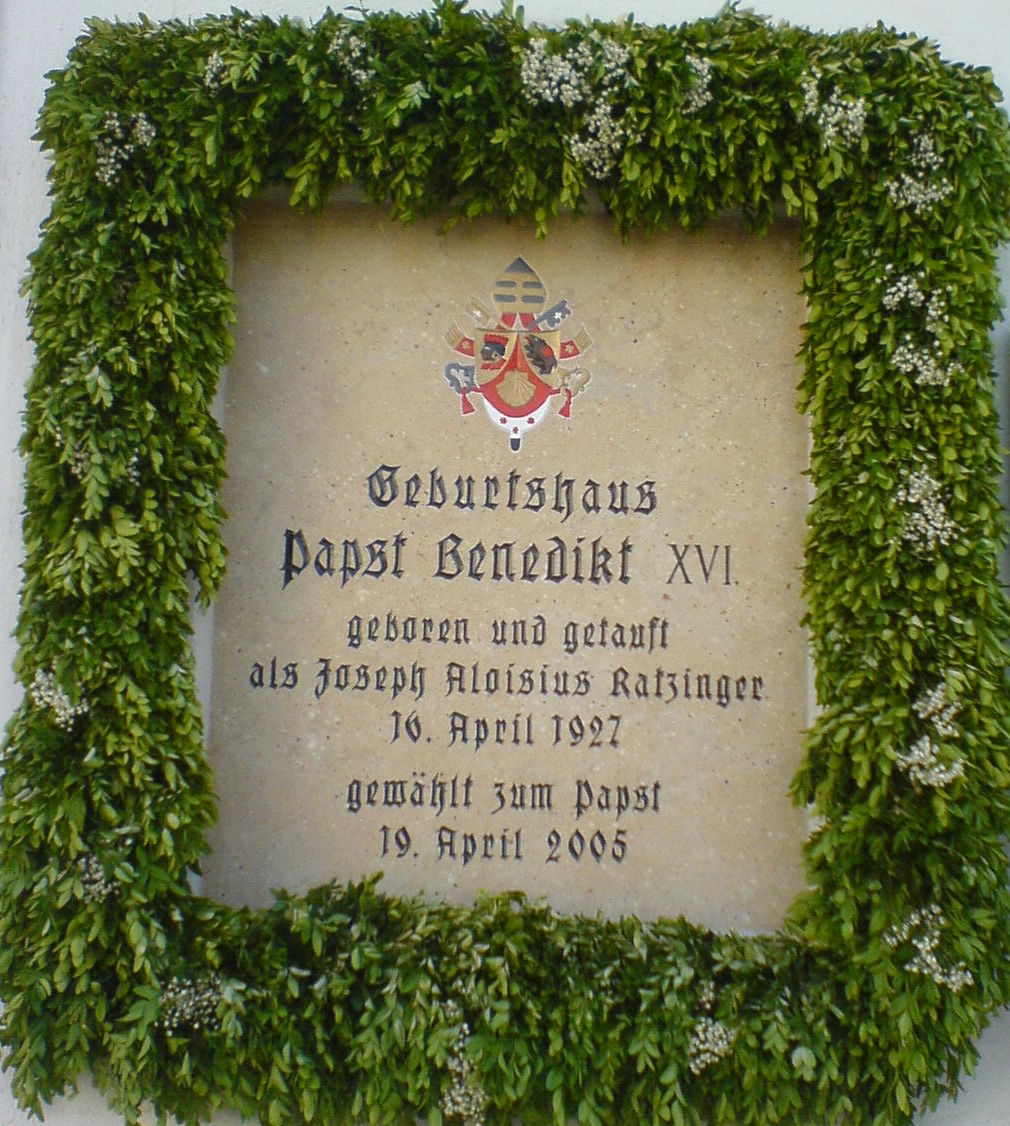
La casa natale di Benedetto XVI a Marktl

Per il suo quarto viaggio apostolico il papa si è recato nella sua terra natale, la Baviera.
Il 9 settembre 2006 Ratzinger è giunto a Monaco di Baviera esprimendo la sua gioia per la possibilità di rivedere almeno una volta la sua patria e i luoghi in cui è vissuto da giovane.
Dopo i discorsi di benvenuto si è recato sulla Marienplatz, la piazza principale della città dove lo hanno accolto migliaia di persone. In questo stesso luogo trent'anni prima i fedeli di Monaco lo accolsero come loro nuovo arcivescovo e sempre da qui, cinque anni dopo, Ratzinger era partito per andare a Roma chiamato dal Papa. Il Papa ha ricordato che prima di partire per il Vaticano rivolse una preghiera alla Patrona Bavariae, per affidare alla sua protezione la sua città e la sua patria.
Nel discorso alla piazza ha anche ricordato la leggenda di San Corbiniano e dell'orso, raffigurato nello stemma papale, da cui si fece aiutare nel viaggio verso Roma, lasciandolo poi libero una volta raggiunta la meta. «L'orso di San Corbiniano a Roma è stato lasciato libero. Nel mio caso il padrone ha deciso diversamente» ha aggiunto.
Dopo la preghiera in Marienplatz, Benedetto XVI si è recato alla Residenz, uno dei palazzi reali più grandi d'Europa che ospita la Cancelleria dove in rapida successione ha incontrato, unico momento politico della visita, il presidente della Repubblica Federale di Germania Horst Köhler, la cancelliera Angela Merkel e il ministro presidente della Baviera Edmund Stoiber.
Il Papa ha visitato anche il santuario mariano di Altötting, la città di Frisinga dove fu ordinato sacerdote e Marktl (suo paese natale), con varie celebrazioni e momenti di preghiera. In tale occasione, donò il proprio anello episcopale, regalo dei fratelli George e Maria che aveva portato fino all'elezione al soglio pontificio, alla Madonna Nera venerata nella locale Cappella delle Grazie, incastonato nello scettro di Maria, Regina degli Angeli.
Il 13 settembre, il papa ha compiuto una tappa privata a casa del fratello Georg Ratzinger e, all'Università di Ratisbona tenendo una vera e propria lezione sul rapporto tra fede e ragione in un discorso davanti ai cattedratici (discorso divenuto poi celebre perché inizialmente male interpretato da alcuni leader religiosi musulmani), ha anche ribadito la sua ferma condanna dell'uso della violenza per scopi religiosi,: «La violenza» ha detto Ratzinger, «è in contrasto con la natura di Dio» e «non agire secondo ragione è contrario alla natura di Dio».
Prima di lasciare la Baviera il Papa ha anche visitato le tombe della sorella e dei genitori al cimitero di Pentling, lasciando ancora viva l'eco delle parole con cui aveva aperto la sua visita a Monaco, in risposta alla domanda di un giornalista che gli chiedeva se sarebbe tornato nella sua terra per visitare Berlino: «Sono un uomo vecchio e non so quanto tempo mi darà ancora il Signore».

##### L'ira del mondo islamico
Alcuni passaggi del discorso tenuto a Ratisbona sono stati duramente contestati da gran parte delle comunità musulmane: la massima autorità religiosa turca, Ali Bardokoglu, ha chiesto al pontefice di scusarsi per quanto affermato dichiarando che «se le parole di Ratzinger mostrano un odio nel suo cuore, allora siamo davanti ad una situazione pericolosa» e chiedendo l'annullamento del previsto viaggio apostolico in Turchia. Reazioni anche dalla comunità palestinese che, per bocca del portavoce di Al-Fatah in Cisgiordania ha affermato che «il suo discorso non riflette i principi di tolleranza del Cristianesimo, veicolati dal messaggero palestinese della Cristianità».
In risposta alle polemiche, il portavoce della sala stampa vaticana, padre Federico Lombardi ha rilevato in una nota che «non era certo nelle intenzioni del Papa svolgere uno studio approfondito sulla jihad e sul pensiero musulmano in merito, e tanto meno offendere la sensibilità dei credenti musulmani» e che «ciò che sta a cuore al papa è un chiaro e radicale rifiuto della motivazione religiosa della violenza».
Numerose poi sono state le manifestazioni di protesta in alcuni paesi islamici, come il Pakistan, che hanno preso di mira il Pontefice, anche condite da minacce di morte.
Benedetto XVI, vista la portata delle polemiche suscitate, ha sentito la necessità di intervenire personalmente affermando di essere «vivamente rammaricato» per la crisi provocata e che le sue intenzioni erano quelle di incoraggiare «un dialogo franco e sincero con grande rispetto reciproco». Il Papa ha preso inoltre le distanze dal contenuto delle citazioni contro Maometto pronunciate che, ha detto, «non riflettono in alcun modo il mio pensiero».

#### Turchia(28 novembre - 1º dicembre 2006)

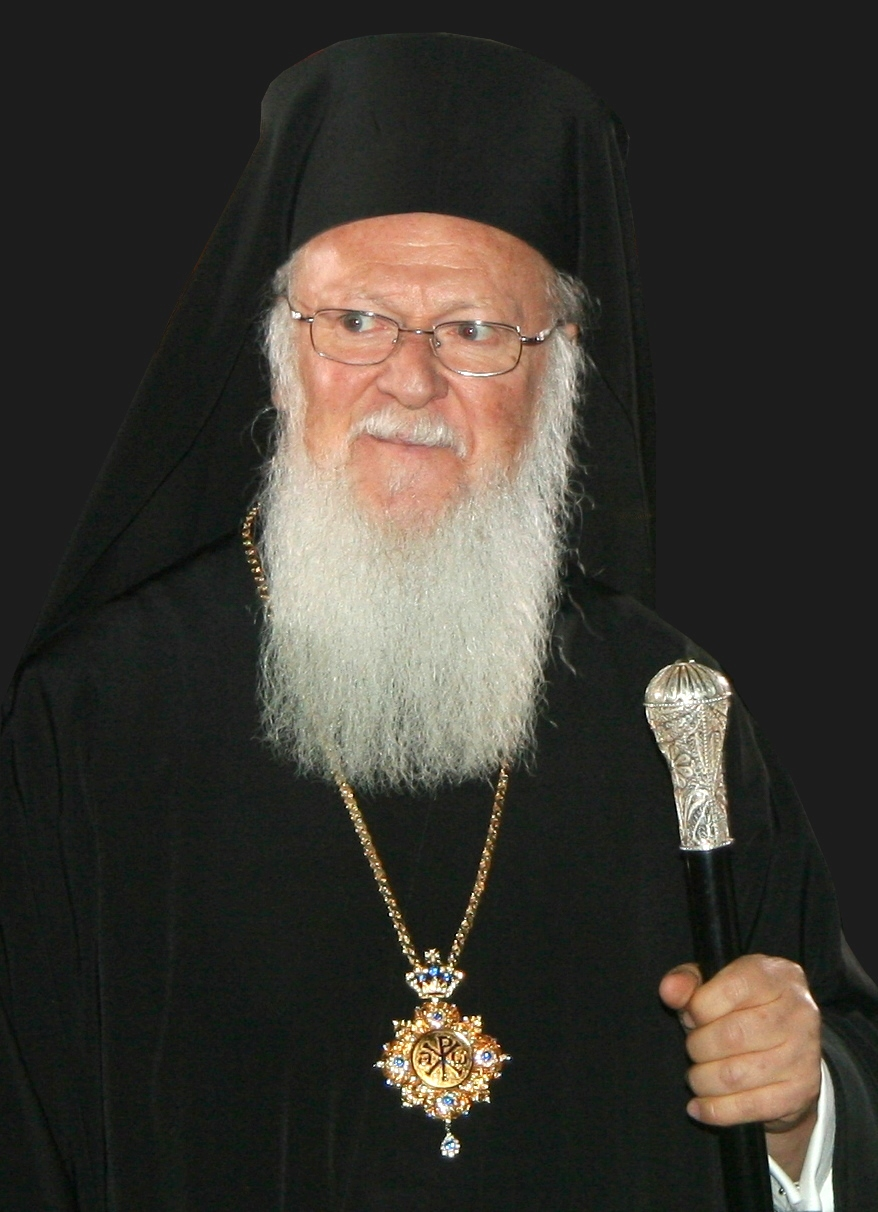
Il patriarca ecumenico di Costantinopoli Bartolomeo I

Il 28 novembre, su invito del presidente della repubblica turco Ahmet Necdet Sezer, il Papa è giunto in Turchia in visita ufficiale.
Benedetto XVI, dopo aver sottolineato ai giornalisti presenti sull'aereo papale, che il suo «non è un viaggio politico ma un viaggio pastorale», giunto ad Ankara ha incontrato, per un breve colloquio in aeroporto, il premier turco Recep Tayyip Erdoğan, trasmettendogli i suoi sentimenti positivi riguardo l'adesione della Turchia all'Unione europea e, nella sede della nunziatura, i membri del Corpo diplomatico, ai quali ha ricordato il problema della Terra santa.
Nel secondo giorno di visita il Papa è stato (terzo pontefice dopo Paolo VI e Giovanni Paolo II) nella storica città di Efeso dove ha visitato il santuario della Casa di Maria, luogo di culto sia per i cattolici sia per i musulmani; qui, nel suo discorso tenuto davanti a qualche centinaio di fedeli cattolici, ha invocato ancora «pace e riconciliazione per coloro che abitano nella Terra che chiamiamo 'santa' e che tale è ritenuta sia dai cristiani che dagli ebrei e dai musulmani».
Il 30 novembre, il patriarca di Costantinopoli Bartolomeo I ha accolto il Papa ad Istanbul nella chiesa di San Giorgio; qui il Pontefice ha assistito alla liturgia secondo il rito ortodosso, pronunciando poi parole di apertura verso il dialogo ecumenico, affermando tra l'altro che «la Chiesa cattolica è pronta a fare tutto il possibile per superare gli ostacoli e per ricercare, insieme con i nostri fratelli e sorelle ortodossi, mezzi sempre più efficaci di collaborazione pastorale a tale scopo». Il Papa e il Patriarca hanno prodotto poi una dichiarazione congiunta di condanna della violenza esercitata in nome di Dio.

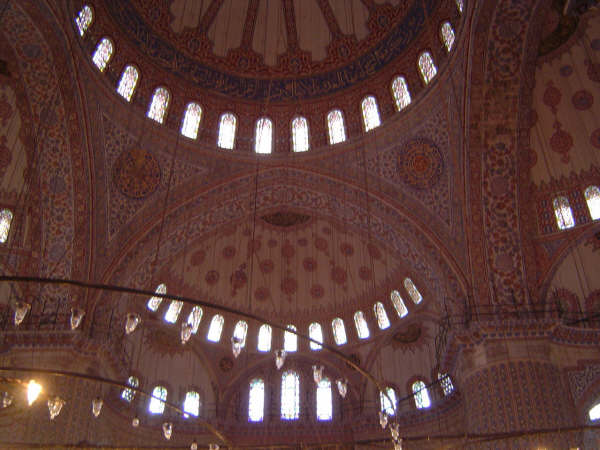
L'interno della Moschea Blu di Istanbul, visitata da Benedetto XVI

Dopo la visita alla basilica di Santa Sofia, principale monumento di Istanbul, il Papa si è recato nella Moschea Blu, forse il momento più suggestivo dell'intero viaggio pastorale; a piedi scalzi ha percorso il tempio assieme al Gran Mufti con cui si è raccolto in un momento di raccoglimento. In seguito dirà di aver pregato con i "fratelli musulmani" l'unico Dio. Successivamente ha visitato anche la cattedrale armena apostolica di Istanbul, incontrando il patriarca Mesrob II.
Il 1º dicembre, nel suo ultimo giorno di visita, Ratzinger ha celebrato la messa nella cattedrale dello Spirito Santo, altro momento di incontro con la comunità cattolica turca alla quale il Papa ha dedicato parte della sua omelia, sottolineando le difficili condizioni in cui vivono i fedeli e affermando che «la Chiesa non vuole imporre nulla a nessuno e che chiede semplicemente di poter vivere liberamente per rivelare colui che essa non può nascondere, Cristo Gesù che ci ha amati fino alla fine sulla croce e che ci ha dato il suo Spirito, presenza viva di Dio in mezzo a noi e nel più profondo di noi stessi».

##### Minacce e sicurezza
La visita del Papa in Turchia, nata in un clima difficile nei rapporti con una parte delle comunità islamiche anche in seguito al discorso di Ratisbona che aveva suscitato irritazione, si è svolta senza particolari intoppi.
Numerose erano state le minacce all'incolumità di Ratzinger, fatte pervenire per lo più via internet, da parte di gruppi integralisti islamici turchi; ma, una manifestazione di protesta indetta ad Istanbul, alcuni giorni prima del viaggio papale, non aveva avuto l'esito sperato dagli organizzatori, vedendo la partecipazione di poche migliaia di persone, confermando così la moderazione di gran parte del popolo turco e la marginalizzazione delle frange estremiste.
A viaggio pastorale in corso tuttavia sono pervenute pesanti minacce firmate dal gruppo terroristico Al-Qaida e pervenute tramite un sito web in cui si affermava che «la visita di Benedetto XVI ha lo scopo di preparare una campagna crociata contro i paesi islamici».
Imponenti sono state le misure di sicurezza prese dalle autorità turche per questo viaggio pastorale: oltre dodicimila poliziotti hanno garantito la sicurezza del Papa ad Istanbul, mentre tiratori scelti sono stati collocati sulle terrazze degli edifici, dando alla storica città turca l'aspetto da città in stato di assedio; la polizia turca ha inoltre compiuto 18 arresti di presunti esponenti di Al-Qaida.
Inoltre i nazionalisti turchi conosciuti per le loro posizioni intransigenti sono stati posti sotto stretta sorveglianza dalle autorità; una manifestazione di protesta organizzata da esponenti dei Lupi grigi, gli islamo-nazionalisti del Partito della Grande Unione (Bbp), si è svolta durante la visita di Benedetto XVI alla basilica di Santa Sofia, ma non ha visto una nutrita partecipazione, anche per l'intervento della polizia che ha impedito ai facinorosi di avvicinarsi alla piazza Beyazid.
È emerso, anche secondo quanto riportato da tutta la stampa locale, che la visita di Benedetto XVI in Turchia è stata un successo sia per quanto riguarda i rapporti interreligiosi, sia anche per l'immagine che il Papa ha dato di sé, riuscendo a conquistare il popolo turco con i suoi gesti e le sue parole di distensione (durante una celebrazione il Papa ha sventolato anche la bandiera turca). Soddisfazione per il successo della visita è stato espresso da gran parte del mondo politico: l'incidente accaduto con Ratisbona può considerarsi chiuso.

### 2007

#### Brasile(9 maggio - 14 maggio 2007)

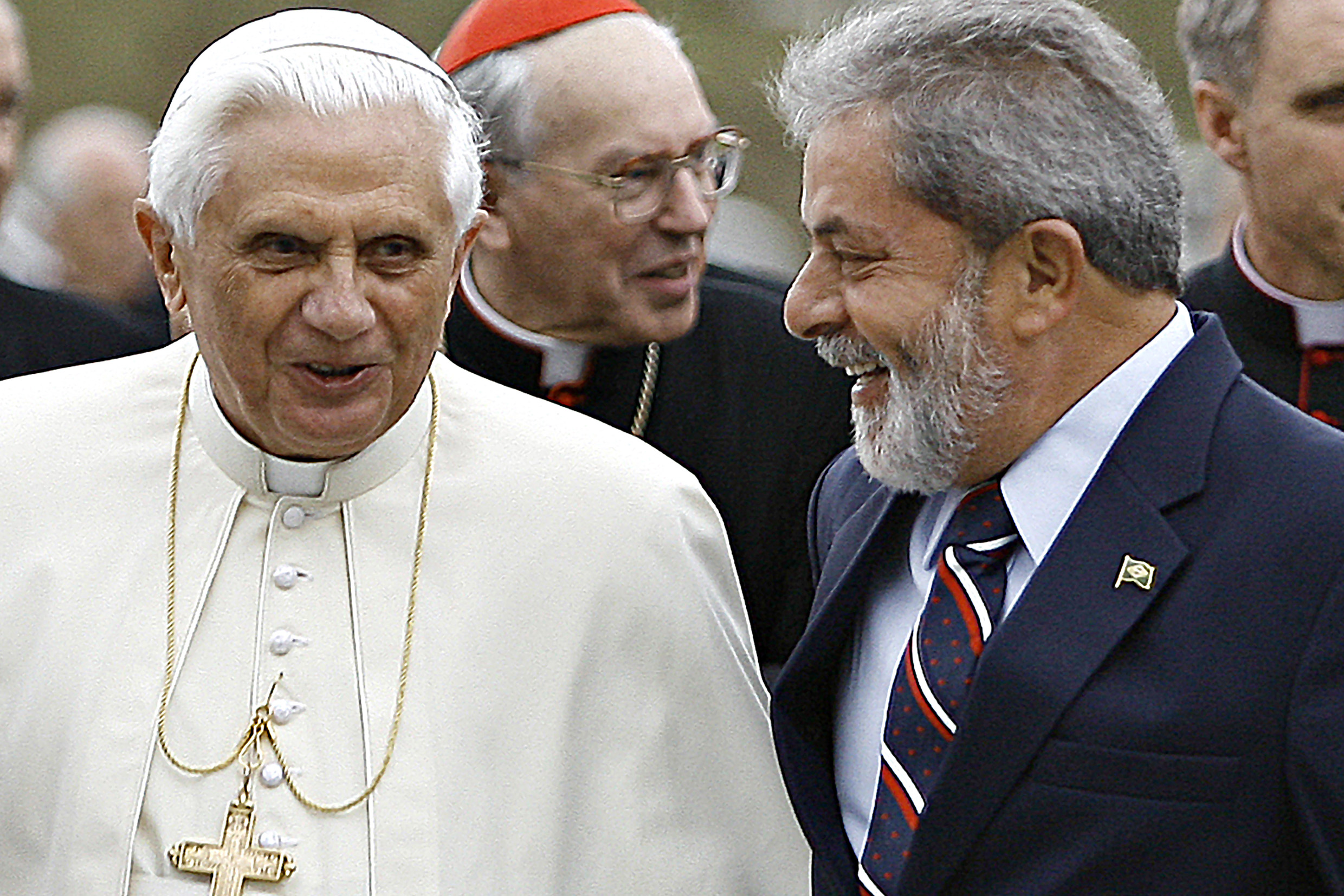
Benedetto XVI accolto da Ignacio Lula da Silva

In occasione della V Conferenza generale dell'Episcopato Latinoamericano e dei Caraibi (CELAM), il Papa ha iniziato il suo primo viaggio extraeuropeo giungendo il 9 maggio a San Paolo del Brasile, accolto dal presidente della repubblica Luiz Inácio Lula da Silva. Durante il viaggio in aereo che lo ha portato nel continente latino-americano, il Papa ha tenuto la sua prima conferenza stampa  lasciando qualche strascico polemico per le sue dichiarazioni di commento ad un provvedimento ipotizzato dai vescovi messicani nei confronti di politici che votano leggi a favore dell'aborto.
Rispondendo alla domanda di un giornalista il Papa ha affermato che «l'uccisione di un innocente, di un bambino è incompatibile con l'essere in comunione con il corpo di Cristo», ribadendo come legittimo un provvedimento di scomunica, in quanto previsto dal Codice di diritto canonico. Il portavoce della sala stampa vaticana ha successivamente precisato che il Papa intendeva affermare l'autoesclusione dal corpo della Chiesa di chi vota leggi abortiste.

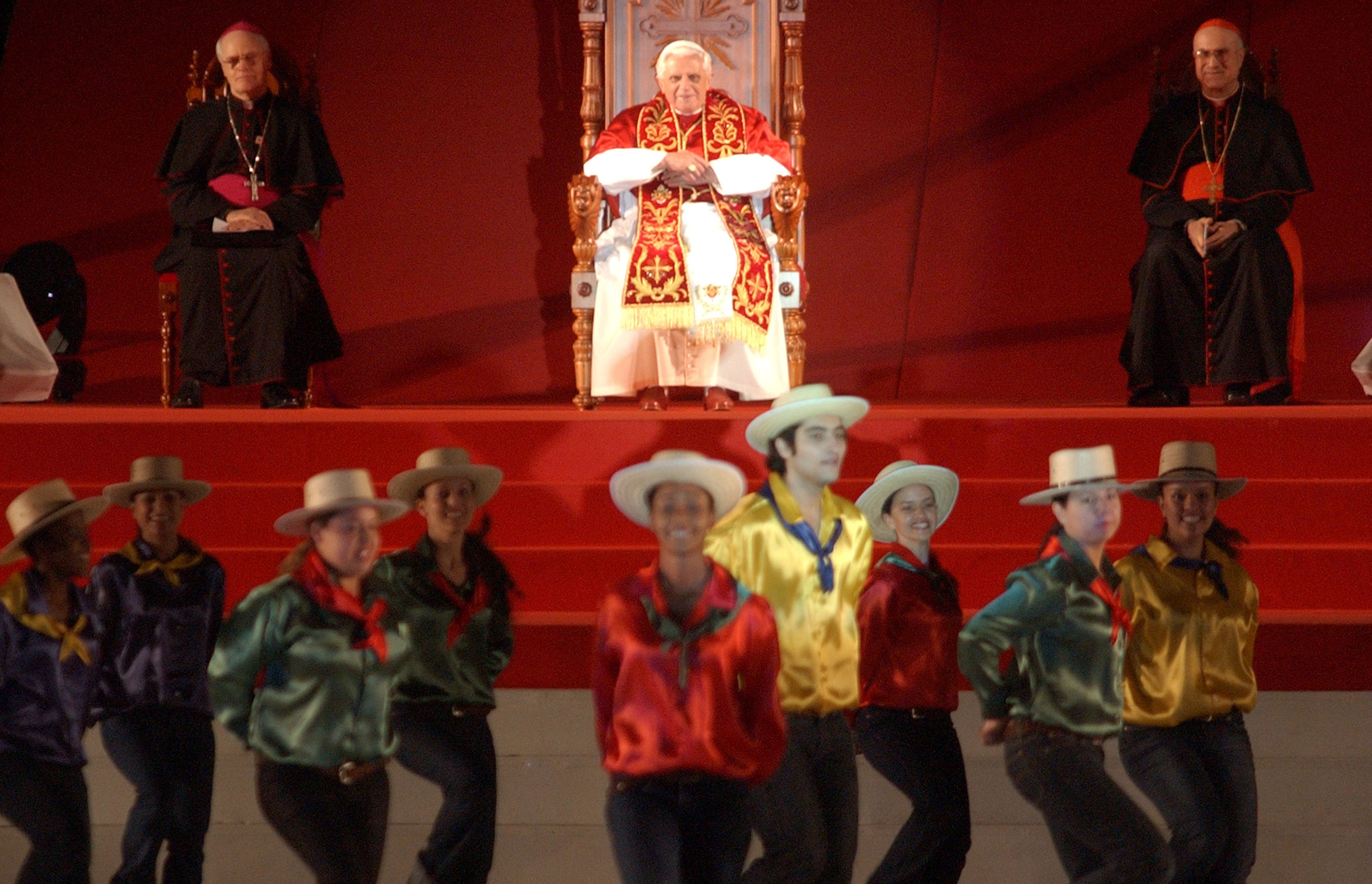
Incontro con i giovani allo stadio Pacaembu di San Paolo

Il 10 maggio, Benedetto XVI ha avuto un colloquio con il presidente Lula; quest'ultimo ha ribadito le sue convinzioni circa la salvaguardia della laicità dello Stato facendo anche rimarcare posizioni distanti tra la Chiesa ed il Brasile in tema di aborto. Nel pomeriggio il Papa ha incontrato circa 70.000 giovani allo stadio Pacaembu di San Paolo (più di altri 100.000 hanno dovuto seguire l'evento dall'esterno dell'impianto per ragioni di sicurezza), esortandoli a essere «costruttori di una società più giusta e solidale, riconciliata e pacifica».
L'11 maggio, nel suo terzo giorno di permanenza nel paese che ha il maggior numero di cattolici al mondo, Benedetto XVI ha celebrato la messa solenne al Campo di Marte di San Paolo dove, davanti a un milione di fedeli, ha elevato agli onori degli altari il francescano Frei Galvão, già beatificato da Giovanni Paolo II, rendendolo così il primo santo brasiliano della storia. Nella cattedrale della città ha poi incontrato i vescovi brasiliani, mettendo ancora una volta l'accento sull'"attacco" cui sarebbe sottoposta l'istituzione della famiglia e parlando in termini molto chiari di aborto e unioni civili (che il papa ha definito come "ferite della società") ed accennando anche ai problemi dei sacerdoti che fanno politica, della povertà e delle ingiustizie sociali, della piaga della pedofilia esortando la Chiesa ad essere più "missionaria" per contrastare l'ascesa delle sette e dell'agnosticismo.
Parlando alla "Fazenda della Speranza" (una comunità di ex-tossicodipendenti ed ex-alcolisti), il 12 maggio, toccando il delicato tema della droga, il Papa ha lanciato un duro monito ai narcotrafficanti: «dico a coloro che commerciano con la droga che riflettano sul male che stanno facendo a una moltitudine di giovani e adulti di tutti gli strati sociali: Dio chiederà loro conto di ciò che hanno fatto». In serata il Pontefice è giunto al Santuario dell'Aparecida (patrona del Brasile) per la recita del Rosario assieme ai religiosi del santuario tra i più visitati dell'America Latina.

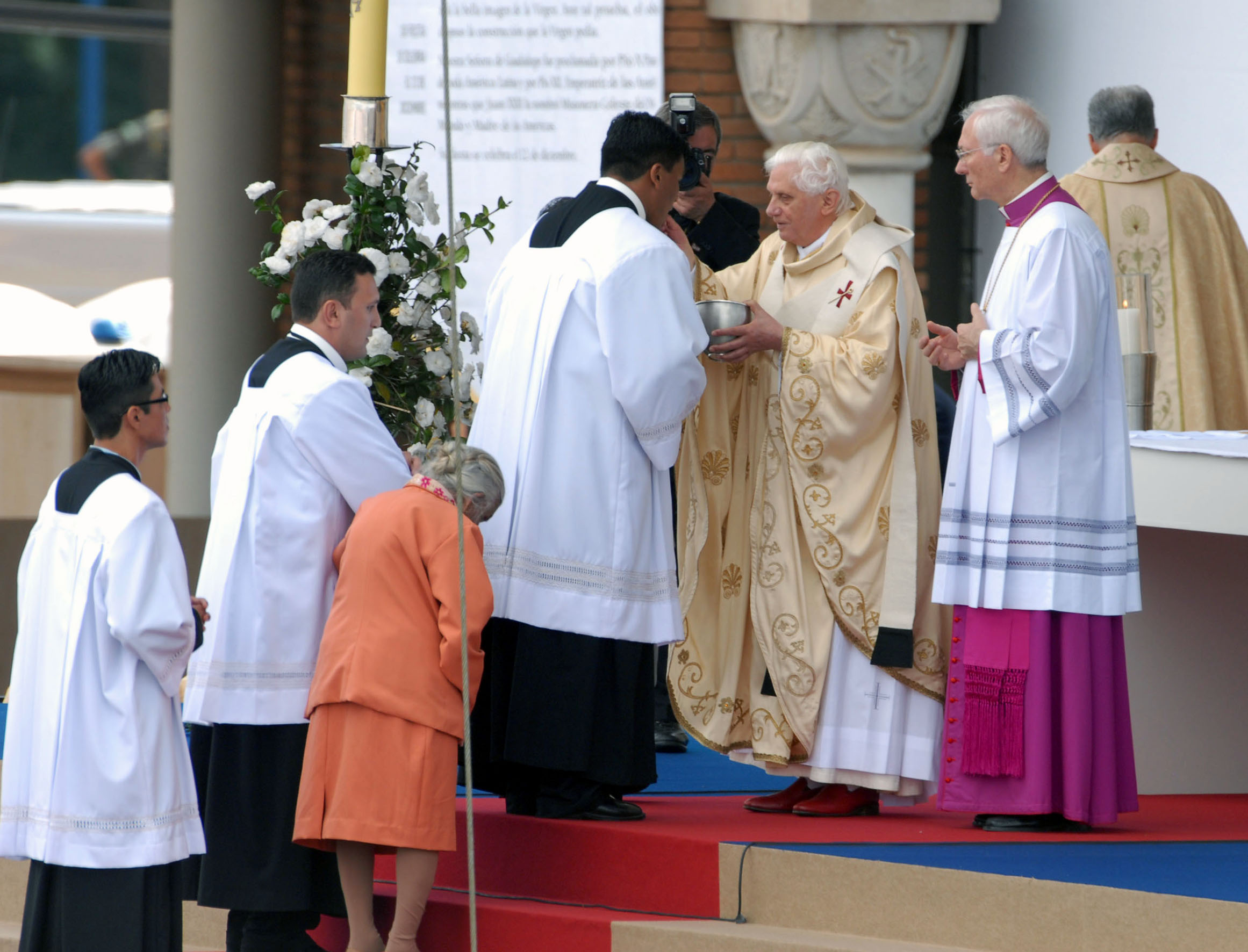
Bendetto XVI distribuisce l'Eucaristia durante la messa celebrata all'aperto sulla spianata del Santuario dell'Aparecida il 13 maggio 2007

Il 13 maggio, ha celebrato la messa all'aperto sulla spianata del santuario, dove centinaia di migliaia di fedeli hanno accolto il suo arrivo a bordo della papamobile. Dopo la celebrazione il Papa ha aperto la V Conferenza generale dei vescovi latinoamericani e, nel suo discorso ai prelati ha evidenziato, pur senza mai nominarla, una certa freddezza nei confronti della Teologia della liberazione, ribadendo ancora una volta le critiche sia verso il marxismo che verso il capitalismo e sottolineando che la politica «non è competenza immediata della Chiesa» e che «il rispetto di una sana laicità, compresa la pluralità delle posizioni politiche, è essenziale nella tradizione cristiana autentica».

#### Austria(7 settembre - 9 settembre 2007)
Per il settimo viaggio apostolico Benedetto XVI si è recato in Austria. Il pellegrinaggio (e non visita pastorale, come precisato dalla Conferenza episcopale austriaca, e dallo stesso pontefice, durante il volo papale) è stato compiuto in occasione dell'850º anniversario della fondazione del Santuario di Mariazell. Il 7 settembre il Pontefice è giunto a Vienna e ha visitato la piazza Am Hof e reso omaggio al monumento per le vittime austriache della Shoah nella Juden Platz, incontrando poi il presidente della repubblica Heinz Fischer e il Corpo diplomatico e toccando, nel suo discorso, temi spinosi come l'eutanasia, l'aborto e le radici cristiane del continente europeo. A proposito dell'aborto il Papa ha affermato che esso »non può essere un diritto umano, ma è il suo contrario», mentre al riguardo dell'eutanasia ha espresso i timori che «possa essere esercitata una pressione non dichiarata o anche esplicita sulle persone gravemente malate o anziane, perché chiedano la morte o se la diano da sé».
L'8 settembre il Papa si è recato a Mariazell, sede del santuario mariano dove ha celebrato una messa per l'anniversario della fondazione della chiesa; il 9 settembre ha celebrato alla Stephansdom, la cattedrale della capitale austriaca, ha incontrato il mondo del volontariato presso la Wiener Konzerthaus e si è recato nella vicina Abbazia di Heiligenkreuz, per visitare l'antico convento dei cistercensi.

### 2008

#### Stati Uniti(15 aprile - 21 aprile 2008)

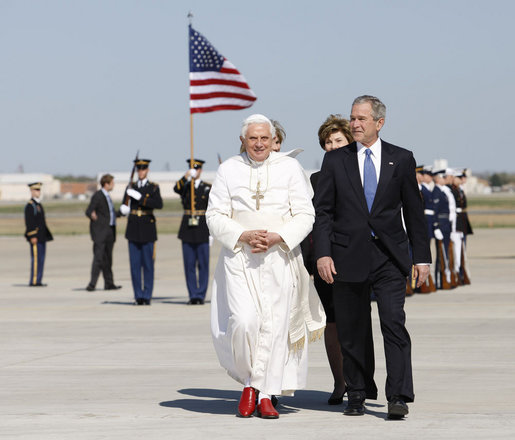
Il Papa è accolto da George W. Bush al suo arrivo negli USA

L'ottavo viaggio apostolico del Papa è iniziato il 15 aprile dalla capitale americana. Sull'aereo che lo conduceva a Washington, Benedetto XVI, parlando con i giornalisti ha affrontato lo spinoso argomento dello scandalo dei preti pedofili che ha particolarmente interessato il clero statunitense, esprimendo profonda vergogna e assicurando che la Chiesa «farà di tutto per sanare le ferite» ed esprimendo la certezza che «vicende del genere non accadranno più». Accogliendolo con tutti gli onori riservati ai capi di Stato, il presidente George Bush e la sua famiglia hanno incontrato il Papa al suo arrivo alla base aerea di Andrews.

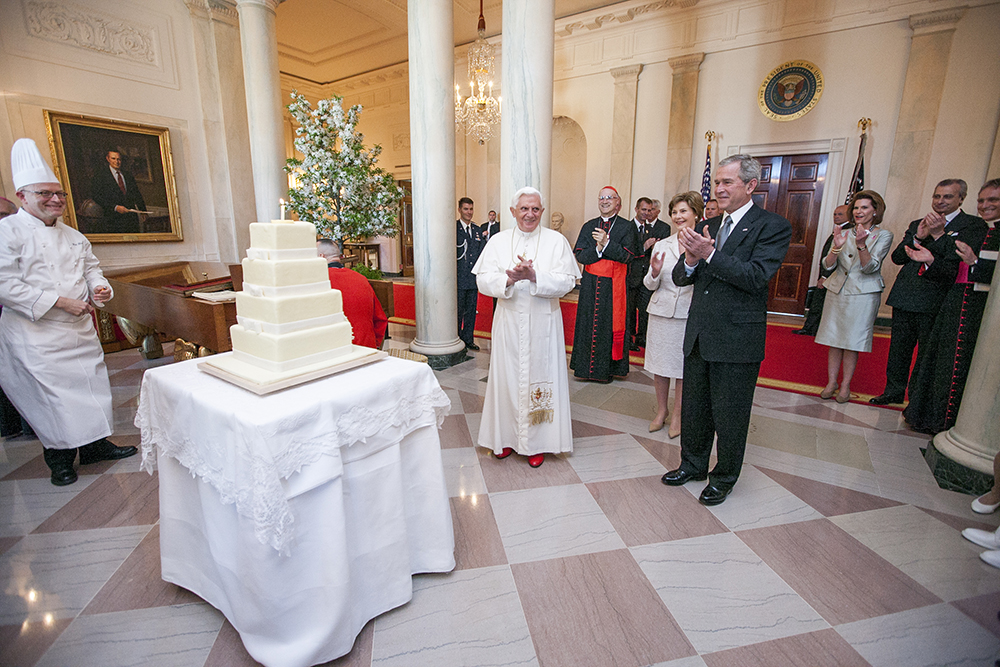
Festa nella Casa Bianca in occasione dell'81º compleanno del Pontefice (16 aprile 2008)

Il 16 aprile Benedetto XVI è stato ricevuto ufficialmente alla Casa Bianca, secondo pontefice romano a varcare la soglia della residenza dei presidenti americani (il primo era stato Giovanni Paolo II nel 1979). Dopo una solenne cerimonia di benvenuto, condita da festeggiamenti e cori per il suo 81º compleanno, il Papa è stato a colloquio con Bush nello Studio Ovale per un incontro a quattr'occhi che, come confermato dal comunicato ufficiale, ha riguardato svariati argomenti sia di natura morale che religiosa («il rispetto della dignità della persona umana; la difesa e la promozione della vita, del matrimonio e della famiglia; l'istruzione delle generazioni future; diritti umani e libertà religiosa; sviluppo sostenibile e la lotta alla povertà ed alle malattie epidemiche, specialmente in Africa») che di natura politica (Medio Oriente, situazione in Iraq, in Libano e in America Latina). In serata il Papa ha incontrato nella più grande chiesa d'America, la basilica del santuario nazionale dell'Immacolata Concezione, i 400 vescovi americani, affrontando temi "caldi" che interessano gli Stati Uniti, come il secolarismo, l'individualismo, il materialismo, il «declino della famiglia», l'aborto, tornando anche, con toni netti e duri, sulla questione della pedofilia nella Chiesa.
Accolto da 45.000 persone assiepate nel nuovo impianto del baseball, da poco inaugurato (il Nationals Stadium), il Papa ha celebrato la messa nel suo terzo giorno di permanenza a Washington (17 aprile). Concelebrando assieme a 14 cardinali, 250 vescovi, e 1.300 sacerdoti, Ratzinger si è rivolto in particolare a quei cattolici «inclini ad abbracciare atteggiamenti contrari alla verità del vangelo», risultato di un «crollo preoccupante di valori». Il Papa ha poi ricevuto alcuni fedeli di Boston, accompagnati dall'arcivescovo Sean Patrick O'Malley, vittime di abusi sessuali di preti pedofili, riunendosi con loro in preghiera ed ascoltando le loro tristi vicende. A concludere la giornata è stato l'incontro ecumenico con i leader di alcune comunità di altre confessioni religiose nordamericane (islamica, ebraica, buddista, induista e giainista), durante il quale è stato posto un forte accento sulla necessità di garantire a tutti piena libertà di fede.
Il 18 aprile Benedetto XVI si è recato a New York e, accogliendo l'invito fattogli dall'ONU in occasione del 60º anniversario della Dichiarazione universale dei diritti dell'uomo, ha parlato davanti all'Assemblea generale, davanti a 3.000 delegati di 192 paesi del mondo. Ratzinger è stato il terzo pontefice a parlare all'ONU, dopo Paolo VI nel 1965 e Giovanni Paolo II nel 1979 e nel 1995; il discorso è durato 29 minuti e il papa si è rivolto ai presenti prima in francese, poi in inglese, dopo l'introduzione del segretario generale Ban Ki-moon (vedere riquadro a lato). Prima di lasciare il Palazzo di Vetro, il Papa si è raccolto in preghiera nella cosiddetta "stanza della meditazione", una sala dell'ONU adibita come tempio per tutte le fedi, sebbene laico. Il Papa ha poi fatto visita alla Sinagoga di New York, città con significativa presenza ebraica (oltre 1 milione e mezzo di ebrei), dove si è intrattenuto con il rabbino capo e numerosi fedeli e, successivamente alla chiesa di Saint Joseph, per l'incontro con le altre confessioni cristiane della città. In serata, acclamato dai fedeli che sostavano sotto la sua "residenza" newyorchese (l'abitazione del nunzio apostolico), ha dato luogo ad un fuori programma, scendendo in strada a salutare la folla.
Il momento culminante del viaggio apostolico statunitense del Pontefice, per emozione e simbolismo, è stato raggiunto il 20 aprile, quando Benedetto XVI si è recato a Ground Zero, il luogo dove sorgevano le Torri Gemelle del World Trade Center abbattute dall'attentato dell'11 settembre 2001, in cui perirono quasi 3.000 persone. Il Papa si è inginocchiato in preghiera, auspicando «un mondo cui pace e amore autentici regnino tra le Nazioni e nei cuori di tutti» e ha incontrato alcuni dei sopravvissuti, intrattenendosi con loro ed ascoltando le loro storie. Forte è stato poi il richiamo alla cultura della vita in contrapposizione a quella dell'aborto, nel suo ultimo bagno di folla newyorchese allo Yankee Stadium (circa 57.000 i fedeli presenti); durante l'omelia della messa, il Papa ha sottolineato che «solo le verità della fede possono garantire il rispetto della dignità e dei diritti di ogni uomo, donna, e bambino nel mondo, compresi i più indifesi tra gli esseri umani, i bimbi non ancora nati nel grembo materno».
Al suo rientro a Roma, il 21 aprile, il Papa ha ricevuto il telegramma del capo dello Stato Giorgio Napolitano che ha sottolineato l'importanza del viaggio americano del Pontefice, con particolare riferimento al discorso alle Nazioni Unite (così si è espresso Napolitano, in un passaggio del messaggio inviato al Papa: «Ella ha trovato nel corso della sua visita e dell'incontro alle Nazioni Unite piena condivisione dei valori irrinunciabili del rispetto della dignità umana e della pacifica convivenza fra tutti gli uomini e donne».)

#### Australia(12 luglio - 21 luglio 2008)

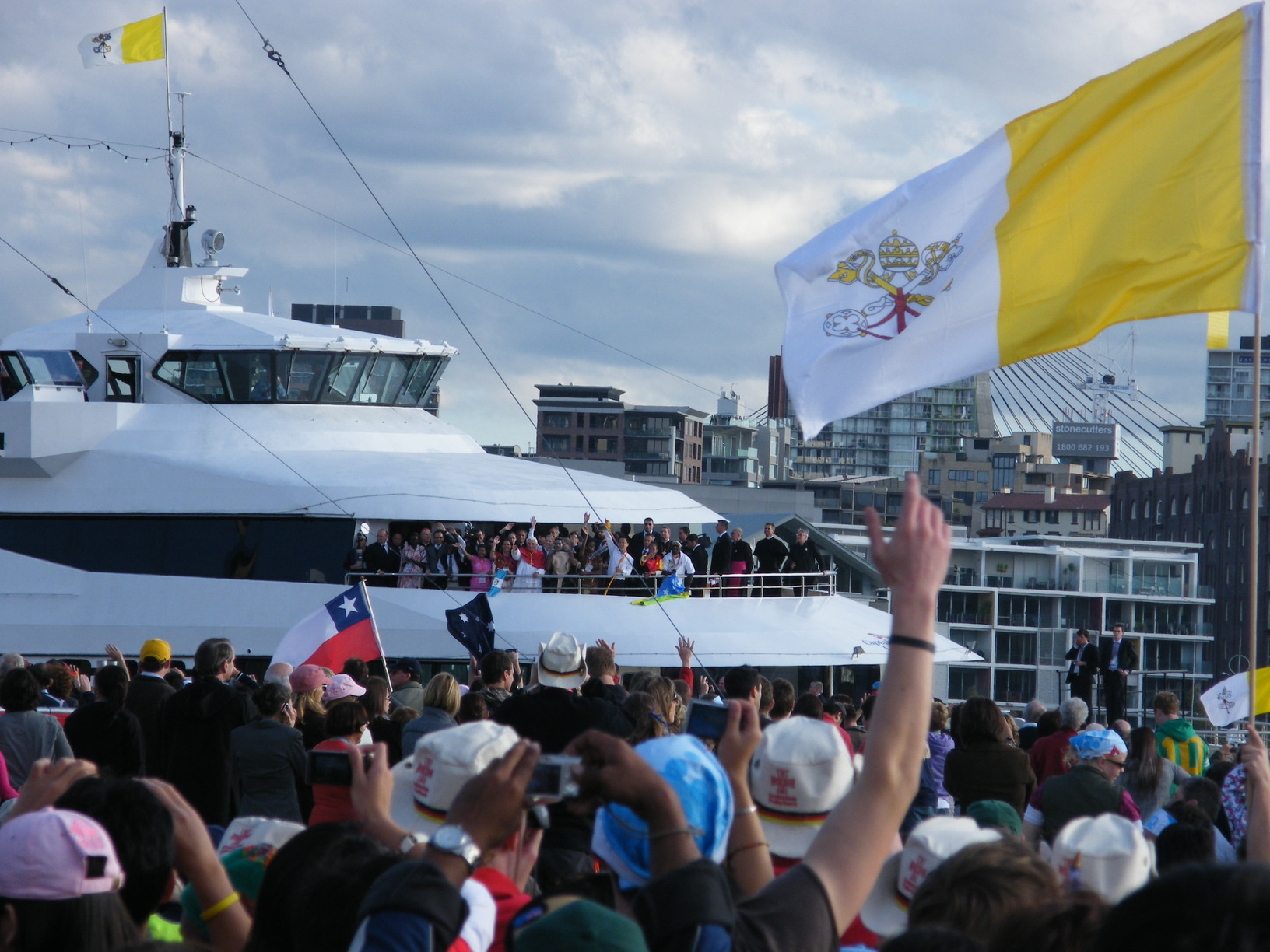
L'arrivo del Papa in battello a Sidney

Giunto in terra australiana il 12 luglio, dopo alcuni giorni di riposo, il 17 luglio il Papa è giunto, in battello sul fiume, nella grande area di 22 ettari di Sidney, dove è avvenuta la cerimonia dell'accoglienza e successivamente si è recato a Town Hall per l'incontro ufficiale con le autorità. Il 18 luglio ha partecipato alla Via Crucis nel centro di Sydney, con i principali palazzi e monumenti cittadini utilizzati come stazioni della passione e morte di Cristo. Il giorno seguente, per gli eventi conclusivi dell'evento Benedetto XVI si è recato all'ippodromo di Randwick per presiedere la tradizionale grande veglia e per celebrare, la mattina del 19 luglio la messa di chiusura.
Forte è stato il monito del Papa, rivolto durante il periodo della Giornata della Gioventù in Australia, ai sacerdoti resisi responsabili di atti di pedofilia. Il Papa ha parlato duramente di «misfatti, che costituiscono un così grave tradimento della fiducia che devono essere condannati in modo inequivocabile». Il Papa ha anche voluto incontrare i familiari di alcune vittime della pedofilia, affermando che esse «devono ricevere compassione e cura e i responsabili di questi mali devono essere portati davanti alla giustizia».

#### Francia(12 settembre - 15 settembre 2008)
Il 12 settembre, il Papa, giunto a Parigi per una visita di quattro giorni in Francia, è stato accolto dal presidente della repubblica Nicolas Sarkozy, con il quale ha colloquiato all'Eliseo per venti minuti; al termine dell'incontro, nei discorsi ufficiali, mentre Sarkozy ha parlato di «laicità positiva», Benedetto XVI ha rilanciato il tema della «riflessione sul vero significato e sull'importanza della laicità». Successivamente ha incontrato il clero francese, riunito nella cattedrale di Notre-Dame, da lui definita, durante il discorso ai presuli, come «inno vivente di pietre e di luce».
Il 13 settembre, davanti a circa 260.000 persone assiepate nella grande spianata parigina dell'Hôtel des Invalides, il Papa ha celebrato la messa solenne durante la quale ha lanciato un chiaro monito: «A tutti gli uomini di buona volontà che mi ascoltano, io ridico con san Paolo: fuggite il culto degli idoli, non smettete di fare il bene». Nel pomeriggio, la partenza per Lourdes, la meta centrale del viaggio apostolico. Giunto nella cittadina pirenaica il Pontefice ha presieduto in serata la tradizionale processione delle fiaccole.
Il 14 settembre ha celebrato la messa davanti a 170.000 fedeli e, nel pomeriggio ha pronunciato un discorso di fronte ai vescovi francesi, prima di concludere la processione eucaristica.
Il 15 settembre ha celebrato una messa per gli ammalati sulla Spianata del Rosario, prima di ripartire per Roma, salutato dal primo ministro francese, François Fillon.

### 2009

#### CameruneAngola(17 marzo - 23 marzo 2009)

##### Camerun
Per la prima volta in terra africana, Benedetto XVI è giunto il 17 marzo a Yaoundé, capitale del Camerun, accolto dal presidente Paul Biya e dall'arcivescovo di Yaoundé Simon-Victor Tonyé Bakot. Parlando con i giornalisti a bordo dell'aereo che lo ha condotto nel continente nero il Papa ha affrontato il dramma dell'AIDS con dichiarazioni molto forti sul tema che hanno avuto ampio risalto nei media («L'epidemia di AIDS non si può superare con la distribuzione dei preservativi che, anzi aumentano i problemi») e non hanno mancato di suscitare forti critiche (tra gli altri, Francia, Germania ed Unione europea hanno preso posizione contro le dichiarazioni del Papa). Nel suo primo discorso ufficiale nel Paese africano il Papa, riferendosi all'impegno della Chiesa nel continente ha ricordato che «in Camerun, dove oltre un quarto della popolazione è cattolica la Chiesa è ben piazzata per portare avanti la sua missione per la salute e la riconciliazione».
Il 18 marzo il Papa ha avuto un incontro ufficiale con il presidente Bya e ha parlato ai vescovi camerunesi riuniti nella chiesa Christ-Roi nel quartiere Tsinga di Yaoundé esortando l'episcopato a vigilare sulla moralità dei sacerdoti. Alla Nunziatura apostolica di Yaoundé il Papa ha affrontato il tema dell'ecumenismo, rivolgendosi, durante un incontro a porte chiuse, ai rappresentanti dei musulmani del Paese africano (in Camerun i musulmani sono il 22% di una popolazione di circa 17 milioni di persone, i cattolici rappresentano il 27%).
Il 19 marzo, durante la messa celebrata nello stadio delle capitale camerunese, Benedetto XVI ha consegnato l'Instrumentum Laboris, documento recante le linee guida per il Sinodo speciale africano previsto per ottobre 2009 in Vaticano sul tema "Riconciliazione, pace e giustizia". Il documento contiene, tra l'altro, un richiamo alle responsabilità delle multinazionali che, si legge, «continuano a invadere gradualmente il continente per appropriarsi delle risorse naturali, schiacciano le compagnie locali, acquistano migliaia di ettari espropriando le popolazioni dalle loro terre con la complicità dei dirigenti africani». La messa papale è stata seguita da 60.000 fedeli (secondo fonti della locale polizia) che hanno assistito ad una celebrazione che ha mescolato il rito latino a canti e balli tradizionali africani. In serata ha incontrato i malati ribadendo la vicinanza della Chiesa ai sofferenti e a fianco «di tutte le vittime di AIDS, malaria, tubercolosi». Prima di lasciare il Camerun, il Papa ha incontrato un gruppo di Pigmei dai quali ha ricevuto in regalo una tartaruga.

##### Angola
Il 20 marzo ha lasciato il Camerun, per raggiungere la seconda ed ultima mèta del suo viaggio africano: l'Angola. Accolto da una cerimonia di benvenuto all'aeroporto della capitale Luanda, dal presidente José Eduardo dos Santos, il Papa ha incentrato il suo discorso sul tema del dialogo tra gli uomini come strumento per superare ogni forma di conflitto, richiamando l'esperienza della guerra nella sua Germania, per riportarla all'attualità dell'Angola, in cui una guerra civile durata oltre vent'anni e da poco cessata, ha funestato il paese. Ha quindi tenuto un discorso alle autorità politiche e civili e al Corpo diplomatico nel salone d'onore del palazzo presidenziale di Luanda, davanti ai quali ha espresso critiche al trattato sui diritti delle donne in Africa adottato dall'Unione Africana nel 2003, che autorizza, in taluni casi, l'aborto terapeutico. Ultimo impegno ufficiale della giornata è stato l'incontro con i vescovi di Angola e São Tomé presso la Nunziatura apostolica. In serata il Papa si è affacciato dal balcone della nunziatura di Luanda, che lo ha ospitato durante il suo soggiorno, per salutare e ringraziare la folla ivi radunata.
La mattina del 21 marzo ha celebrato la messa nella parrocchia di São Paulo con il clero angolano, cui ha affidato la missione di convertire chi crede nella stregoneria. Nel pomeriggio ha incontrato i giovani nello Stadio dos Coqueiros, ai quali ha rivolto un forte appello. Riferendosi al matrimonio, «Giovani non abbiate paura di prendere decisioni definitive» ha detto il Papa. «La generosità non vi manca ma di fronte al rischio di impegnarsi per tutta la vita, sia nel matrimonio che in una vita di speciale consacrazione, provate sgomento». L'evento è stato funestato dalla morte di due giovani angolani, rimasti uccisi (altre 40 persone sono rimaste ferite) nella calca umana creatasi in attesa di accedere allo stadio.
Il 22 marzo, davanti ad un milione di persone, ha celebrato la messa sulla spianata di Cimangola, elencando le tragedie del continente africano «dal flagello della guerra, ai frutti feroci del tribalismo e delle rivalità etniche, alla cupidigia che corrompe il cuore dell'uomo, riduce in schiavitù gli uomini e priva le generazioni future delle risorse di cui hanno bisogno per creare una società più solidale e più giusta, una società veramente e autenticamente africana nel suo genio e nei suoi valori.» Ultimo impegno papale, a conclusione del viaggio apostolico africano, è stato l'incontro con i movimenti cattolici per la promozione della donna nella parrocchia di Santo Antônio di Luanda.
Il 23 marzo Benedetto XVI è ripartito per Roma; prima di lasciare l'Africa si è nuovamente rivolto ai leader africani con un appello alla «solidarietà tra generazioni, solidarietà fra le nazioni e i continenti che generi una sempre più equa distribuzione delle risorse della terra tra tutti gli uomini.»

#### Giordania,IsraeleePalestina(8 maggio - 15 maggio 2009)
Alla vigilia del suo primo viaggio in Terra santa dopo l'elezione a pontefice, Ratzinger è stato destinatario di un duro e violento attacco via internet da parte dei Talebani che hanno condannato l'attività della Chiesa in Afghanistan, parlando di "proselitismo dei crociati" e lanciando minacce di ritorsioni nei confronti dei cristiani. D'altro canto la maggior parte della stampa araba ha presentato positivamente il viaggio papale cogliendone gli intenti di pace e di stimolo al dialogo interreligioso.

##### Giordania
Il Papa è giunto ad Amman, capitale del Regno hascemita di Giordania, l'8 maggio. Durante il discorso ufficiale all'aeroporto Queen Alia (tradotto anche in latino), il Papa ha detto «sono venuto in Giordania come pellegrino» e ha lodato la strada perseguita dal Paese arabo moderato definendo la Giordania «avanguardia a favore della pace nella religione». Il re Abd Allah II di Giordania ha accolto il Papa ricordando, tra l'altro, il Messaggio di Amman del 2004 a favore dell'unità del mondo musulmano, parlando di «missione dell'Islam per la compassione, la misericordia e la tolleranza».
Benedetto XVI ha quindi incontrato i giovani disabili (sia cristiani che musulmani) nel centro "Regina Pacis" e, in serata, ha reso una visita di cortesia al Re e alla sua consorte Rania, presso il palazzo reale.
Il 9 maggio, dopo la celebrazione della messa presso la Nunziatura apostolica di Amman, presso cui il Papa ha alloggiato durante la sua visita, Benedetto XVI si è recato sul Monte Nebo, in visita presso l'antica basilica che ricorda il memoriale di Mosè, accolto da Fouad Twal, guida del Patriarcato di Gerusalemme dei Latini e successivamente sul luogo deputato alla costruzione della prima Università cristiana giordana, a Madaba. Il Papa ha quindi visitato la moschea Al-Hussein (la più grande di Giordania), fermandosi in raccoglimento ed incontrando i capi religiosi musulmani, il Corpo diplomatico ed i rettori delle università. È la seconda volta che Benedetto XVI è entrato in una moschea (la prima volta fu in occasione del suo viaggio in Turchia)..
Circa ventimila persone hanno assistito alla messa celebrata dal papa nello stadio di Amman, il 10 maggio, terzo giorno di visita in Giordania; durante l'omelia il Papa ha chiesto ai cristiani «il coraggio di sostenere quotidianamente gli sforzi di dare testimonianza della fede cristiana e di mantenere la presenza della Chiesa nel cambiamento del tessuto sociale di queste antiche terre» e ha salutato i presenti con un augurio in arabo, "Assala'mu La'kum" (la pace sia con voi). Nel pomeriggio Benedetto XVI si è recato a Betania, luogo indicato come sito del battesimo di Gesù e ha benedetto le prime pietre delle chiese dei latini e dei greco-melkiti.

##### Israele e Autorità Nazionale Palestinese
L'11 maggio il Papa ha lasciato la Giordania ed è giunto a Tel Aviv per iniziare la sua visita in Israele. Nel suo primo discorso ufficiale in terra israeliana, davanti al presidente israeliano Shimon Peres e al premier Benjamin Netanyahu, giunti ad accoglierlo all'aeroporto, ha subito posto l'accento sul tema della pace tra israeliani e palestinesi, auspicando che si possa «esplorare ogni via possibile per raggiungere una soluzione giusta al conflitto, cosicché entrambi i popoli possano vivere in pace in una patria che sia la loro, all'interno di confini sicuri e riconosciuti internazionalmente». Il Papa si è poi recato a Gerusalemme per una visita di cortesia presso la residenza del presidente Peres; qui ha incontrato Noam e Aviva Shalit, genitori del soldato Noam Shalit, prigioniero di Hamas a Gaza dal giugno del 2006. Ha poi reso omaggio al memoriale dell'Olocausto, Yad Vashem e ha condannato il negazionismo, lanciando un forte appello affinché «il nome delle vittime possa non morire mai e che le loro sofferenze non vengano mai dimenticate, sminuite o negate». Gran parte della stampa israeliana non ha mancato tuttavia di sottolineare la delusione per alcune cose non dette dal Papa, come ad esempio la citazione esplicita del nazismo. In serata, a chiusura della sua prima giornata in Israele, Benedetto XVI ha preso parte ad un incontro interreligioso presso il centro di Nostra Signora di Gerusalemme. Durante l'incontro uno sgradito fuori programma ha messo in imbarazzo il Papa ed i presenti all'incontro: lo sceicco Taysir Tamimi ha preso la parola, pur non essendo stato invitato a parlare, per lanciare un duro attacco, in arabo, contro Israele accusato apertamente di genocidio verso il popolo palestinese e provocando il risentimento dei rabbini presenti che hanno lasciato la sala per protesta; il Papa è apparso sorpreso da ciò che stava accadendo.
Il 12 maggio il Pontefice ha visitato la Cupola della Roccia, luogo sacro all'Islam, dove è entrato, assieme al Gran Mufti di Gerusalemme, togliendosi le scarpe, come richiedono i precetti musulmani. Al Muro del Pianto, dove ha deposto una preghiera e ha pregato assieme ai rabbini ebraici, ha elevato al Dio comune un'accorata preghiera per la pace («Dio di Abramo, di Isacco e Giacobbe, ascolta il grido degli afflitti, dei timorosi e dei deprivati; manda la tua pace sulla Terrasanta, su tutto il Medio oriente e sull'intera famiglia umana: smuovi i cuori di tutti coloro che invocano il tuo nome perché camminino umilmente sulla via della giustizia e della compassione»). Al centro Hechal Shlomo ha poi incontrato le massime autorità religiose ebraiche, i gran rabbini di Israele Shlomo Amar e Yona Metzger. Il Papa è stato poi al Cenacolo per presiedere la preghiera del Regina Coeli con gli ordinari di Terra Santa e alla concattedrale dei Latini di Gerusalemme prima di pranzare assieme agli ordinari di Terra Santa e agli Abati nel Patriarcato dei Latini di Gerusalemme. Nel pomeriggio ha celebrato una messa nella Valle di Josafat.

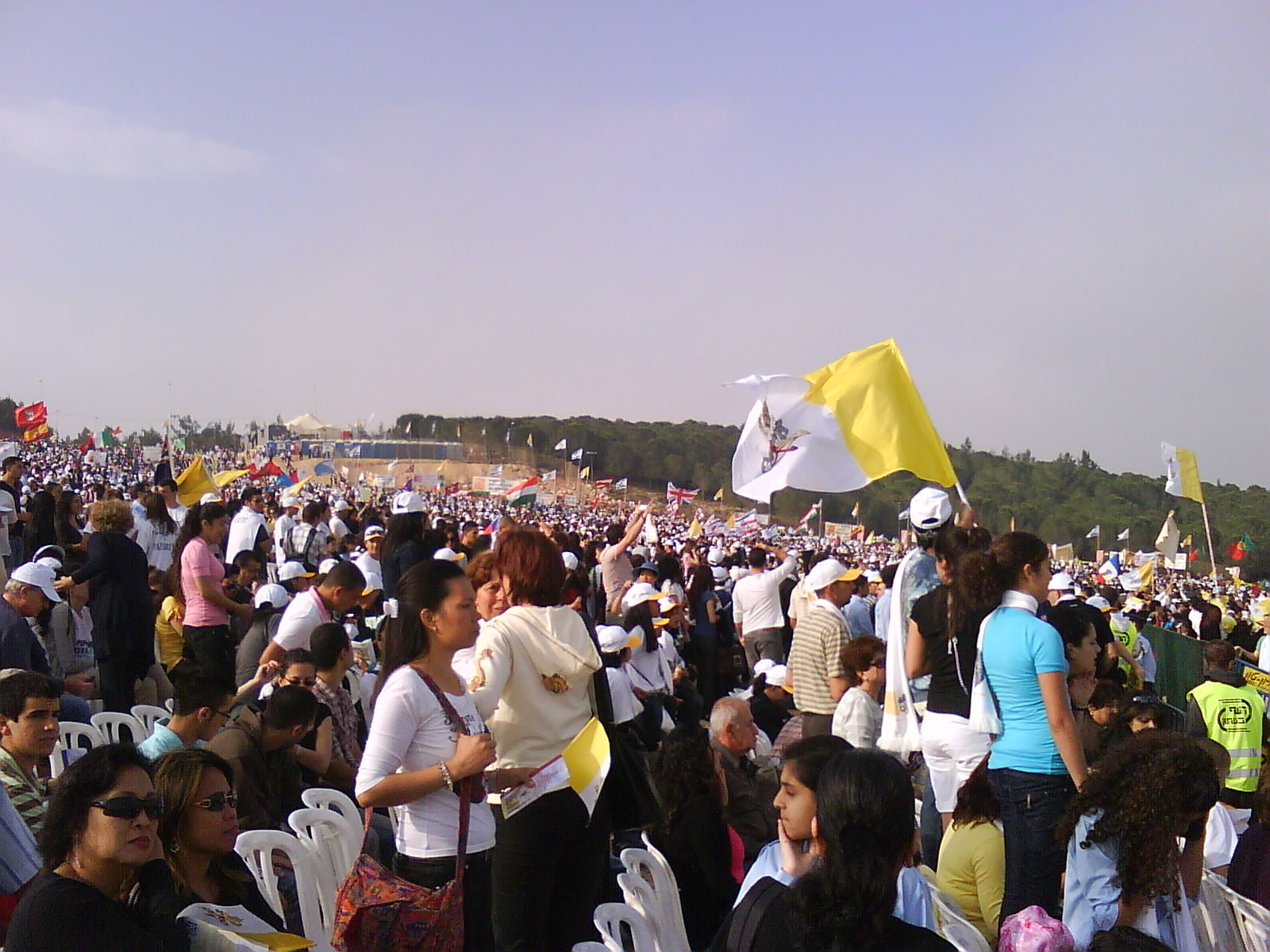
Folla in attesa del Papa a Nazaret

Il 13 maggio è stata la giornata dedicata a Betlemme e ai Territori palestinesi occupati. Al mattino è stato accolto a Betlemme sul piazzale antistante il palazzo presidenziale e si è recato a celebrare la messa nella piazza della Mangiatoia. Nel pomeriggio la grotta della Natività, il Caritas Baby Hospital ed il campo profughi palestinese di Aida. Qui ha ricordato, tra l'altro che «incombente su di noi, mentre siamo riuniti qui è la dura consapevolezza del punto morto a cui sembrano giunti i contatti tra israeliani e palestinesi, il muro» e ancora che in «un mondo in cui le frontiere vengono sempre più aperte... è tragico vedere che vengono tuttora eretti dei muri'». In serata il Pontefice ha reso visita al presidente Abu Mazen, presso il palazzo presidenziale.
Il 14 maggio ha celebrato la messa sul Monte del precipizio nella città di Nazaret, incontrando poi il premier israeliano Netanyahu nel convento dei francescani. Il Papa ha poi salutato i religiosi della Galilea nell'auditorium del santuario dell'Annunciazione, prima di visitare la grotta dell'Annunciazione dove ha celebrato i vespri.
Nell'ultimo giorno della sua vista in Medio Oriente, Benedetto XVI è tornato a Gerusalemme per un incontro ecumenico nella sede del Patriarcato grecortodosso della città; ha poi visitato il Santo Sepolcro e la chiesa patriarcale armena di San Giacomo. Alle 13,30 si è svolta la cerimonia di congedo all'aeroporto Ben Gurion, prima della partenza per Roma.

#### Rep. Ceca(26 - 28 settembre 2009)
Il Papa è giunto a Praga, capitale ceca, il 26 settembre. Al suo arrivo all'aeroporto Stará Ruzyně il Papa ha fatto un discorso in cui ha auspicato per il popolo ceco la riscoperta delle radici cristiane dopo la «liberazione dal comunismo». Il Papa ha poi visitato il Bambino Gesù di Praga nella chiesa di Santa Maria della Vittoria e quindi si è recato in visita al palazzo del presidente della repubblica Václav Klaus, prima dell'incontro con il clero nella cattedrale dei Santi Vito, Venceslao e Adalberto.

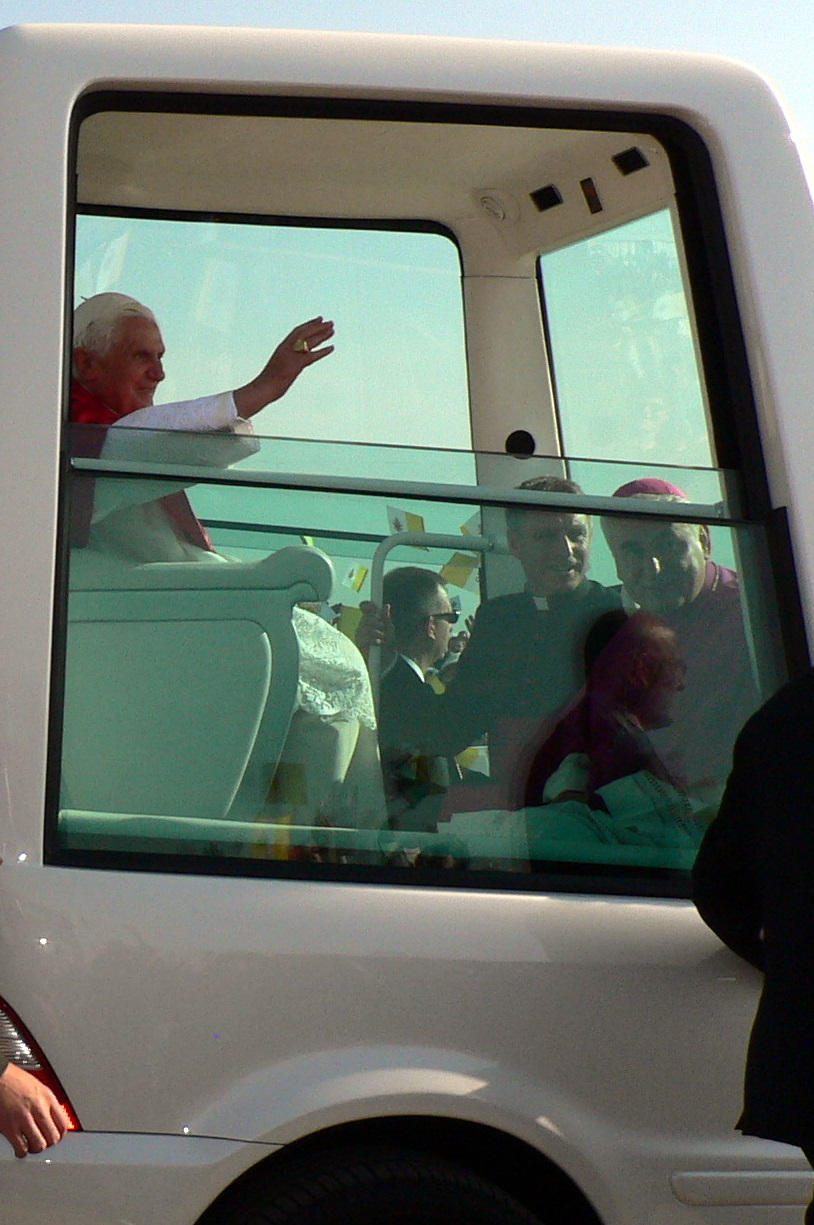
Benedetto XVI a Brno

Il 27 settembre Ratzinger ha fatto tappa a Brno, seconda città del paese e capoluogo della Moravia, dove ha celebrato la messa nella spianata dell'aeroporto Tuřany. Davanti a centomila fedeli il Pontefice è ritornato sull'esperienza comunista del paese ceco, affermando che «l'esperienza della storia mostra a quali assurdità giunge l'uomo quando esclude Dio dall'orizzonte delle sue scelte e delle sue azioni e come non è facile costruire una società ispirata ai valori del bene, della giustizia e della fraternità, perché l'essere umano è libero e la sua libertà permane fragile». Benedetto XVI è stato il primo papa a visitare la diocesi della città morava dall'anno della sua fondazione (1777). Rientrato a Praga, durante l'incontro ecumenico all'arcivescovado, Benedetto XVI ha parlato contro tutti i «tentativi tesi a marginalizzare l'influsso del cristianesimo della vita pubblica». Il Papa ha poi incontrato il mondo accademico nel Salone di Vladislav del Castello di Praga.
Il 28 settembre, terzo ed ultimo giorno del sui viaggio apostolico, il Papa si è recato a Stará Boleslav, luogo della morte violenta del martire-patrono, San Venceslao, che ha ricordato celebrando la messa alla spianata sulla strada di Melnik, davanti a una folla di giovani, reduci da una veglia di preghiera notturna sulle spoglie del santo patrono della nazione ceca. Dopo il pranzo con i vescovi cechi all'arcivescovado di Praga, il Papa è ripartito per Roma.

### 2010

#### Malta(17 - 18 aprile 2010)
Il viaggio apostolico nell'isola mediterranea (il terzo di un pontefice dopo i due viaggi di Giovanni Paolo II), è avvenuto in occasione del 1950º anniversario del naufragio di Paolo di Tarso nell'arcipelago. Il Papa è giunto sabato 17 aprile alla Valletta e ha compiuto, nel Palazzo dei Gran Maestri, un incontro di cortesia al presidente della repubblica, George Abela. Subito dopo si è recato alla Grotta di San Paolo a Rabat.
Il 18 aprile il Papa ha concelebrato la messa nella città di Floriana, al termine della quale ha inaspettatamente incontrato alcune vittime di abusi sessuali perpetrati da sacerdoti. A proposito dell'incontro, una nota vaticana ha informato che il Papa «era profondamente commosso dalle loro storie e ha espresso la sua vergogna e il suo dolore per quello che le vittime e le loro famiglie hanno sofferto» e ancora che «ha pregato con loro e ha garantito loro che la Chiesa sta facendo e continuerà a fare tutto quello che è in suo potere per indagare le accuse, assicurare alla giustizia coloro che sono responsabili degli abusi e applicare effettivamente le misure tese a salvaguardare i giovani in futuro».
Nel pomeriggio ha attraversato il Porto Grande da Calcara alla banchina della Valletta, dove ha incontrato i giovani, prima di ripartire in serata per Roma.

#### Portogallo(11 - 14 maggio 2010)

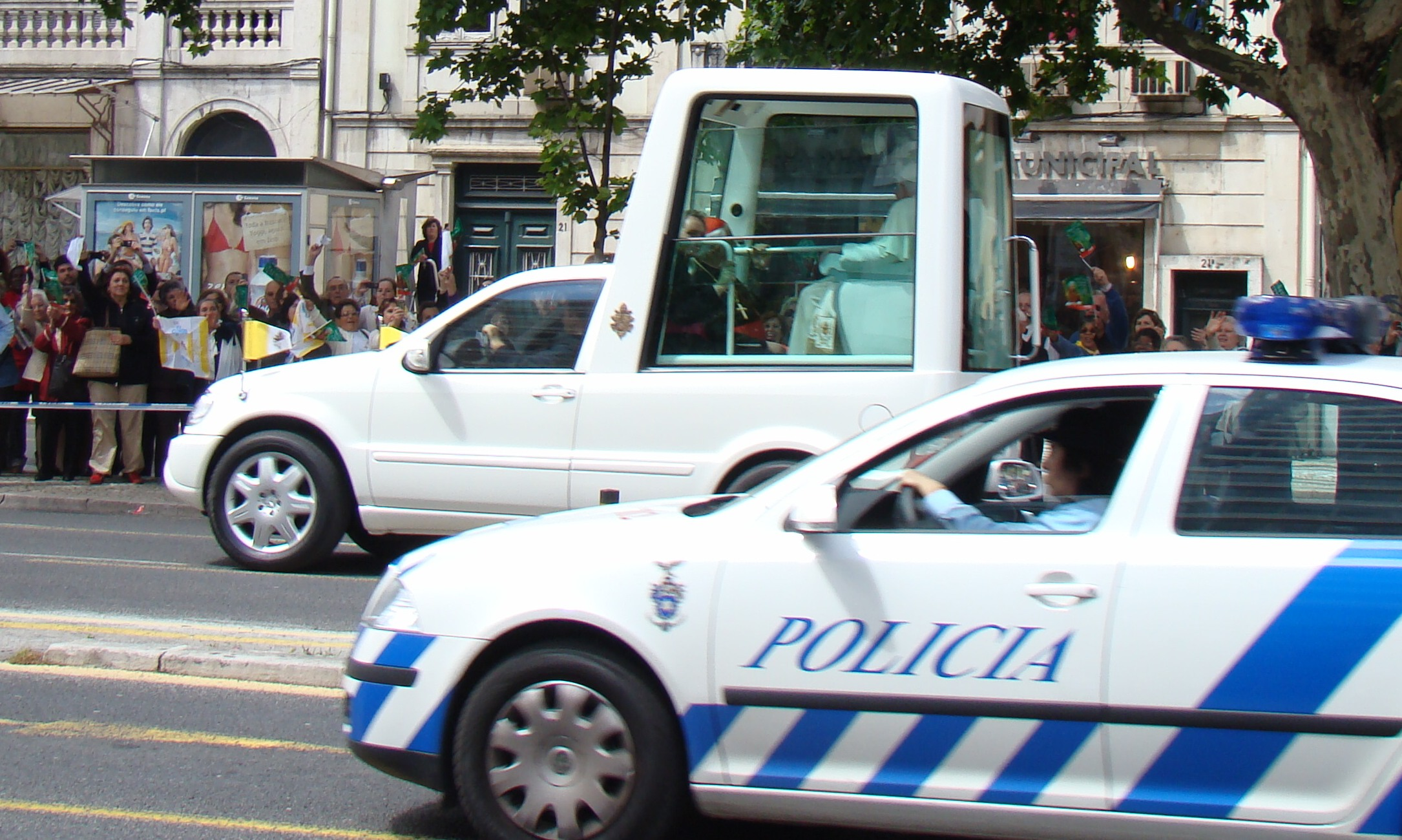
Benedetto XVI in papamobile, Lisbona, 11 maggio 2010

In occasione del decimo anniversario della beatificazione di Giacinta e Francesco Marto (due dei tre veggenti della Madonna di Fátima), Benedetto XVI ha compiuto il suo quindicesimo viaggio apostolico in terra portoghese. Giunto l'11 maggio a Lisbona si è recato prima al Monastero dos Jerónimos per una breve visita, quindi al Palazzo di Belém per l'incontro con il presidente Aníbal Cavaco Silva, prima della celebrazione della messa al Terreiro do Paço durante la quale ha pronunciato l'omelia con un messaggio commemorativo per il 50º anniversario della fondazione del Santuario di Cristo Re ad Almada. Il 12 maggio il Papa ha incontrato il mondo della cultura al Centro Cultural di Belém e successivamente il primo ministro portoghese, José Sócrates, prima di partire in elicottero alla volta di Fatima. Il Papa ha pregato nella Cappellina delle Apparizioni del celebre Santuario di Fátima, ha incontrato il clero nella chiesa della Santissima Trinità e ha partecipato in serata alla fiaccolata sulla spianata del santuario.

Il 13 maggio, anniversario della prima apparizione mariana, Benedetto XVI ha celebrato la messa davanti a 500 000 fedeli; durante l'omelia ha così ricordato il mistero dei segreti:
«Si illuderebbe chi pensasse che la missione profetica di Fatima sia conclusa. Qui rivive quel disegno di Dio che interpella l'umanità sin dai suoi primordi: "Dov'è Abele tuo fratello?... La voce del sangue di tuo fratello grida a me dal suolo!"» ed ancora «L'uomo ha potuto scatenare un ciclo di morte e di terrore, ma non riesce ad interromperlo». Dopo l'incontro con le organizzazioni della pastorale sociale, il pontefice ha tenuto un discorso davanti ai vescovi portoghesi, atto ufficiale conclusivo della visita a Fatima.

Il Papa è giunto a Porto, seconda città del Portogallo, il 14 maggio, per la quarta ed ultima giornata nel paese lusitano. Giunto in elicottero da Fatima, Benedetto XVI ha celebrato la messa nella Avenida dos Aliados; nell'omelia, facendo riferimento al momento difficile vissuto dalla Chiesa, il Papa ha ricordato che «nonostante l'abbandono di molti, alla fine, dallo stesso amore che ha creato il mondo, la novità del Regno è spuntata come piccolo seme che germina dalla terra».

#### Cipro(4 - 6 giugno 2010)
Per la prima volta un Papa ha visitato l'isola del Mediterraneo. Benedetto XVI inizia il suo 16º viaggio apostolico internazionale benedicendo un albero d'ulivo all'aeroporto cipriota. Il dialogo ecumenico cattolico-ortodosso è stato il filo conduttore del viaggio papale sin dalle sue prime battute; il Papa ha infatti partecipato alla celebrazione ecumenica nell'area archeologica della chiesa di Agia Kiriaki Chrysopolitissa di Pafo, incontrando l'arcivescovo della Chiesa ortodossa di Cipro, Chrysostomos II.
Il 5 giugno, secondo giorno di visita, il Papa si è recato nella capitale Nicosia, dove ha incontrato le autorità politiche e ha incontrato la comunità cattolica dell'isola, nel campo sportivo della scuola di San Marone, prima di rendere nuovamente visita all'arcivescovo Chrysostomos nella sede dell'arcivescovado di Nicosia, a testimonianza della profonda vicinanza tra le due Chiese cristiane. Dopo il momento comunitario con il clero cipriota, Benedetto XVI ha celebrato la messa nella chiesa parrocchiale latina di Santa Croce.

Domenica 6 giugno è stata la volta del momento sinodale, con la messa presieduta nel palazzo dello sport Elefteria, in occasione della pubblicazione dell'Instrumentum laboris dell'Assemblea speciale per il Medio Oriente. Prima di congedarsi, ripartendo per Roma dall'aeroporto di Larnaca, il Papa ha visitato la cattedrale maronita dell'isola.

#### Regno Unito(16 - 19 settembre 2010)

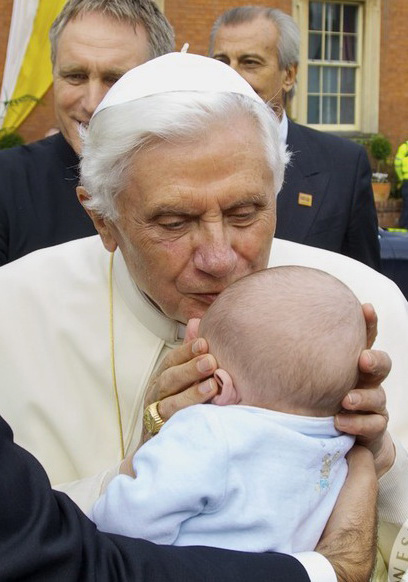
Benedetto XVI a Birmingham

La visita nel Regno Unito compiuta dal Papa nel settembre del 2010 è stata la prima visita di Stato effettuata da un pontefice (da sottolineare come la visita compiuta da Giovanni Paolo II nel 1982, fu una visita pastorale). La visita segue un cammino ecumenico iniziato cinquant'anni prima con la storica udienza di Giovanni XXIII all'arcivescovo Geoffrey Fisher.
Il 16 settembre il Pontefice è giunto a Edimburgo, capitale scozzese, per l'incontro ufficiale con la regina Elisabetta II al castello di Holyroodhouse. All'aeroporto, caso unico nel protocollo reale, è stato accolto dal principe Filippo, consorte di Elisabetta II. Dopo il colloquio privato con la Regina, il pontefice ha incontrato le autorità nel Parco reale di Holyroodhouse. Il 16 settembre stesso a Glasgow, il Papa ha celebrato la messa al Bellahouston Park di fronte a molte migliaia di persone.
In serata l'arrivo a Londra dove il 17 settembre in mattinata incontra nella cappella e nel campo sportivo del St. Mary's University College a Twickenham (London Borough of Richmond) il mondo dell'educazione cattolica. Poi, poco dopo, si svolge l'incontro con i leader di altre religioni nel Waldegrave Drawing Room del St Mary's University College a Twickenham. Nel pomeriggio lo storico incontro con l'arcivescovo di Canterbury, Rowan Williams: mai un papa era stato nel Lambeth Palace e aveva parlato alla Conferenza di Lambeth che riunisce tutti i vescovi anglicani. Alle ore 17.00 del 17 settembre l'incontro con esponenti della società civile, del mondo accademico, culturale e imprenditoriale, con il Corpo diplomatico e con autorità religiose nella Westminster Hall. Nella Westminster Hall, la sala più antica del Parlamento inglese, nella quale 475 anni prima fu processato e condannato a morte Tommaso Moro, pronuncia un discorso sulla parità e complementarità di fede e ragione, sul ruolo della religione nella vita pubblica e sull'esigenza di un fondamento della politica su principi etici razionali.
Primo pontefice non solo ad entrare nella Westminster Hall, ma anche all'abbazia di Westminster e a recitare i vespri ecumenici con l'arcivescovo di Canterbury.
Sabato 18 settembre, dopo l'incontro con David Cameron, premier inglese, Nick Clegg, vicepremier, e il capo dell'opposizione, c'è la messa nella cattedrale cattolica del Preziosissimo Sangue di Westminster dove il pontefice condanna nuovamente gli abusi sessuali del clero. Nel pomeriggio visita alla casa per anziani St. Peter's Residence e veglia di preghiera ad Hyde Park per la beatificazione del Venerabile Servo di Dio cardinale John Henry Newman, sacerdote anglicano convertitosi al cattolicesimo e diventato cardinale. Alla veglia partecipano oltre 100.000 giovani.
A Cofton Park nella mattinata di domenica 19 settembre si tiene la messa di beatificazione del cardinale Newman a Birmingham e recita dell'Angelus. Subito dopo c'è stata la visita privata all'Oratorio di San Filippo Neri di Edgbaston a Birmingham. Nel pomeriggio l'incontro con le conferenze episcopali di Inghilterra, Galles e Scozia e poi con i seminaristi e la partenza, salutato da David Cameron all'aeroporto. Durante la sua visita nella capitale del Regno Unito, Benedetto XVI ha accostato le vittime di abusi sessuali commessi da religiosi, ai martiri della chiesa, in quanto parte di quella schiera di fedeli «che quotidianamente uniscono i loro sacrifici a quelli del Signore»
Nonostante le molte critiche e i veri e propri attacchi dei mass-media britannici e non alla vigilia della partenza, rovesciando i pronostici la visita è stata ritenuta un vero e proprio successo dalla stampa britannica sia dalla Chiesa locale.

#### SpagnaII (6 - 7 novembre 2010)
Nel suo secondo viaggio in Spagna, Benedetto XVI ha compiuto il pellegrinaggio al santuario di Santiago di Compostela in occasione dell'anno giubilare compostelano, per poi trasferirsi a Barcellona per consacrare e dedicare la chiesa della Sagrada Família, che contestualmente è stata elevata a basilica minore.
Il 6 novembre il Pontefice è partito da Fiumicino per l'aeroporto internazionale di Santiago de Compostela. All'arrivo è stato accolto dai principi delle Asturie, Felipe e Letizia, con i quali poi ha avuto un incontro privato nella Sala de autoridades dell'aeroporto internazionale di Santiago de Compostela. A seguire c'è stata la visita alla cattedrale con la preghiera sulle reliquie di San Giacomo e al botafumeiro. Nel pomeriggio, si è tenuta la messa nella plaza del Obradoiro, durante la quale il Pontefice ha ammonito: «L'Europa deve aprirsi a Dio, uscire all'incontro con Lui senza paura, lavorare con la sua grazia per quella dignità dell'uomo che avevano scoperto le migliori tradizioni: oltre a quella biblica, fondamentale a tale riguardo, quelle dell'epoca classica, medievale e moderna, dalle quali nacquero le grandi creazioni filosofiche e letterarie, culturali e sociali dell'Europa. [...] O Croce benedetta, brilla sempre nelle terre dell'Europa!»
In tarda serata è arrivato a Barcellona, dove il giorno successivo ha incontrato il re Juan Carlos con la consorte regina Sofia e ha consacrato la basilica della Sagrada Família. Durante l'omelia ha ricordato l'architetto Antoni Gaudí: «In questo ambiente, Gaudí volle unire l'ispirazione che gli veniva dai tre grandi libri dei quali si nutriva come uomo, come credente e come architetto: il libro della natura, il libro della Sacra Scrittura e il libro della liturgia». Poi ha parlato della famiglia: «Solo laddove esistono l'amore e la fedeltà, nasce e perdura la vera libertà. Perciò, la Chiesa invoca adeguate misure economiche e sociali affinché la donna possa trovare la sua piena realizzazione in casa e nel lavoro, affinché l'uomo e la donna che si uniscono in matrimonio e formano una famiglia siano decisamente sostenuti dallo Stato, affinché si difenda come sacra e inviolabile la vita dei figli dal momento del loro concepimento, affinché la natalità sia stimata, valorizzata e sostenuta sul piano giuridico, sociale e legislativo. Per questo, la Chiesa si oppone a qualsiasi forma di negazione della vita umana e sostiene ciò che promuove l'ordine naturale nell'ambito dell'istituzione familiare». Nello stesso giorno ha visitato l'istituto "Obra Benéfico-Social del Nen Déu", un istituto per bambini malati e bisognosi, e ha incontrato privatamente il primo ministro José Luis Rodríguez Zapatero prima di ripartire alla volta di Roma, alle ore 19.15 circa.

### 2011

#### Croazia(4-5 giugno 2011)

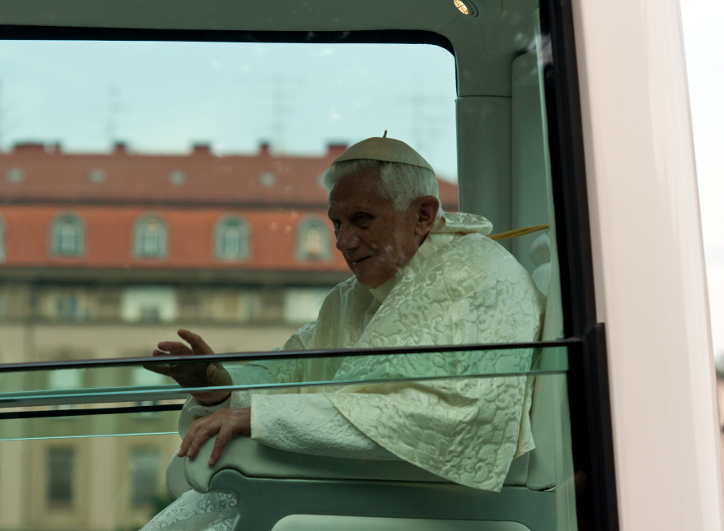
Benedetto XVI a Zagabria il 4 giugno 2011

Nel primo viaggio apostolico del 2011 fuori dall'Italia, Benedetto XVI si è recato in Croazia per pregare presso la tomba del beato Alojzije Viktor Stepinac a Krašić e in occasione della Giornata nazionale delle Famiglie Cattoliche Croate a Zagabria; il motto scelto per l'incontro delle famiglie era: Insieme in Cristo. Il Pontefice è giunto nella capitale croata la mattina del 4 giugno, accolto dal presidente Ivo Josipović; rivolgendosi ai fedeli, ai giornalisti e ai politici presenti, il Papa si è soffermato sulla storia passata del Paese slavo e sul contributo che questo può offrire all'Unione europea. Nel pomeriggio, incontrando alcuni esponenti della società civile, del mondo politico, accademico, culturale e imprenditoriale, con il corpo diplomatico e con i leader religiosi, Benedetto XVI ha ricordato i contributi del gesuita Ruggiero Boscovich, del quale ricorreva il trecentesimo anniversario della nascita, per la scienza e la cultura croata ed europea. Ha poi ricordato il ruolo della coscienza nella costruzione di una «società libera e giusta, sia a livello nazionale che sovranazionale», affermando che, se la coscienza «viene ridotta all'ambito del soggettivo, in cui si relegano la religione e la morale, la crisi dell'occidente non ha rimedio e l'Europa è destinata all'involuzione». Il giorno seguente, il Papa ha incontrato le famiglie cattoliche nell'ippodromo di Zagabria, dove ha celebrato la messa alla presenza di 400 000 persone. Durante l'omelia, ha messo in guardia le coppie di sposi da una «secolarizzazione che porta all'emarginazione di Dio dalla vita e ad una crescente disgregazione della famiglia», invitandole ad aprirsi alla vita e a contrastare quella «mentalità che propone la convivenza come preparatoria, o addirittura sostitutiva del matrimonio». Nel pomeriggio ha celebrato i vespri nella cattedrale di Zagabria e si è recato a pregare sulla tomba del cardinale Stepinac. Soffermandosi sulla figura del Beato, il Papa ha ricordato che «proprio grazie alla sua salda coscienza cristiana, ha saputo resistere ad ogni totalitarismo, diventando nel tempo della dittatura nazista e fascista difensore degli ebrei, degli ortodossi e di tutti i perseguitati, e poi, nel periodo del comunismo, «avvocato» dei suoi fedeli, specialmente dei tanti sacerdoti perseguitati e uccisi». La visita si è conclusa la sera con un discorso di congedo e la partenza dall'aeroporto di Zagabria.

#### SpagnaIII (18-21 agosto 2011)

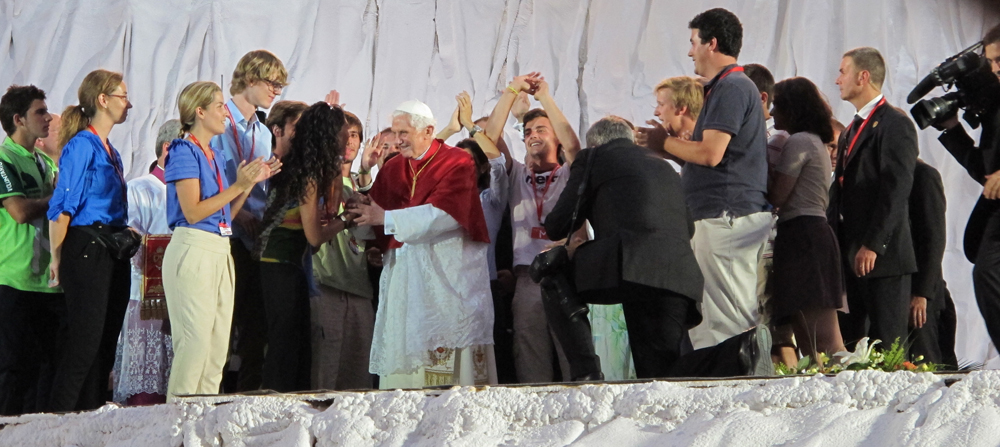
Il Papa saluta i giovani alla veglia di preghiera di Cuatro Vientos

Il Pontefice si è recato in Spagna per la XXVI edizione dell'incontro internazionale dei giovani cattolici, cioè la Giornata Mondiale della Gioventù. Il 18 agosto 2011 il Papa, al suo arrivo nella capitale spagnola, ha auspicato un futuro migliore per i giovani nel lavoro e nella società. Alle 19:15 il passaggio, con alcuni giovani, della Puerta de Alcalá nella Plaza de Independencia di Madrid e la festa di accoglienza dei giovani nella Plaza de Cibeles. Venerdì 19 agosto Benedetto XVI ha incontrato i sovrani re Juan Carlos e la regina Sofia, le giovani religiose e i giovani docenti universitari a San Lorenzo del Escorial. A loro ha raccomandato di cercare sempre la Verità contro l'utilitarismo delle discipline. Nel tardo pomeriggio, si è tenuta la Via Crucis in plaza de Cibeles, alla presenza del Papa. In tale occasione, Benedetto XVI ha invitato i giovani a non fuggire dalla sofferenza e a rimanere vicini a chi è meno fortunato. Tale condotta, secondo il Papa, è uno dei messaggi fondamentali della passione di Gesù. Le stazioni della Via Crucis erano marcate con le splendide statue lignee tipiche della Spagna. In giornata anche l'incontro con il premier spagnolo, Zapatero. Sabato 20 agosto le confessioni di alcuni giovani sono state ascoltate dal Pontefice che poi ha celebrato la messa nella cattedrale di Santa María la Real de la Almudena con i seminaristi e lì ha annunciato la prossima dichiarazione a dottore della chiesa di giovanni d'Avila. Di sera, la consueta veglia di preghiera presso la base aerea Cuatro Veintos. A poco più di mezz'ora dall'inizio la veglia è stata interrotta per una decina di minuti a motivo di un improvviso nubifragio che ha impedito al Papa di proseguire nella lettura del suo discorso, appena iniziata. Benedetto XVI ha deciso di rimanere sul palco nonostante la pioggia («No, io rimango. Rimaniamo» avrebbe detto ai suoi collaboratori che indicavano la possibilità di ritirarsi») e al termine dell'acquazzone è passato direttamente ai saluti nelle diverse lingue, rivolgendo ai giovani presenti queste parole: «Grazie per questa gioia e resistenza, questa vostra forza, più forte della pioggia. Il Signore con la pioggia manda molte benedizioni!». Nel discorso che non ha pronunciato, ma che viene dato per letto, il Papa ha toccato il tema della fedeltà alla chiamata cristiana. Una forte critica è stata sollevata nei confronti del relativismo, dilagante, secondo Benedetto XVI, nella società contemporanea. Vi è stata, inoltre, un'esortazione a restare saldi nella fede e a ricercare la propria vocazione con la preghiera (preghiera che deve avvenire, seguendo il modello di Santa Teresa di Gesù, come una conversazione con un amico). Il Papa ha fatto quindi sapere di essere orgoglioso dei giovani presenti alla veglia. La messa conclusiva si è tenuta all'aeroporto di Cuatro Vientos, dove i pellegrini hanno trascorso la notte dopo la veglia della sera precedente. Il papa ha esortato i giovani a «dare testimonianza della fede negli ambienti più diversi, incluso dove vi è rifiuto o indifferenza. Non è possibile incontrare Cristo e non farlo conoscere agli altri, quindi non conservate Cristo per voi stessi, comunicate agli altri la gioia della vostra fede». Hanno assistito alla celebrazione i reali di Spagna, re Juan Carlos e la regina Sofia e circa 2 milioni di persone. Al termine della messa il Papa ha annunciato che la successiva Giornata della Gioventù si sarebbe tenuta, nel 2013, a Rio de Janeiro (Brasile). Nel pomeriggio l'incontro con i volontari della XXVI Giornata della Gioventù e la partenza per Castel Gandolfo.

#### GermaniaIII (22 - 25 settembre 2011)

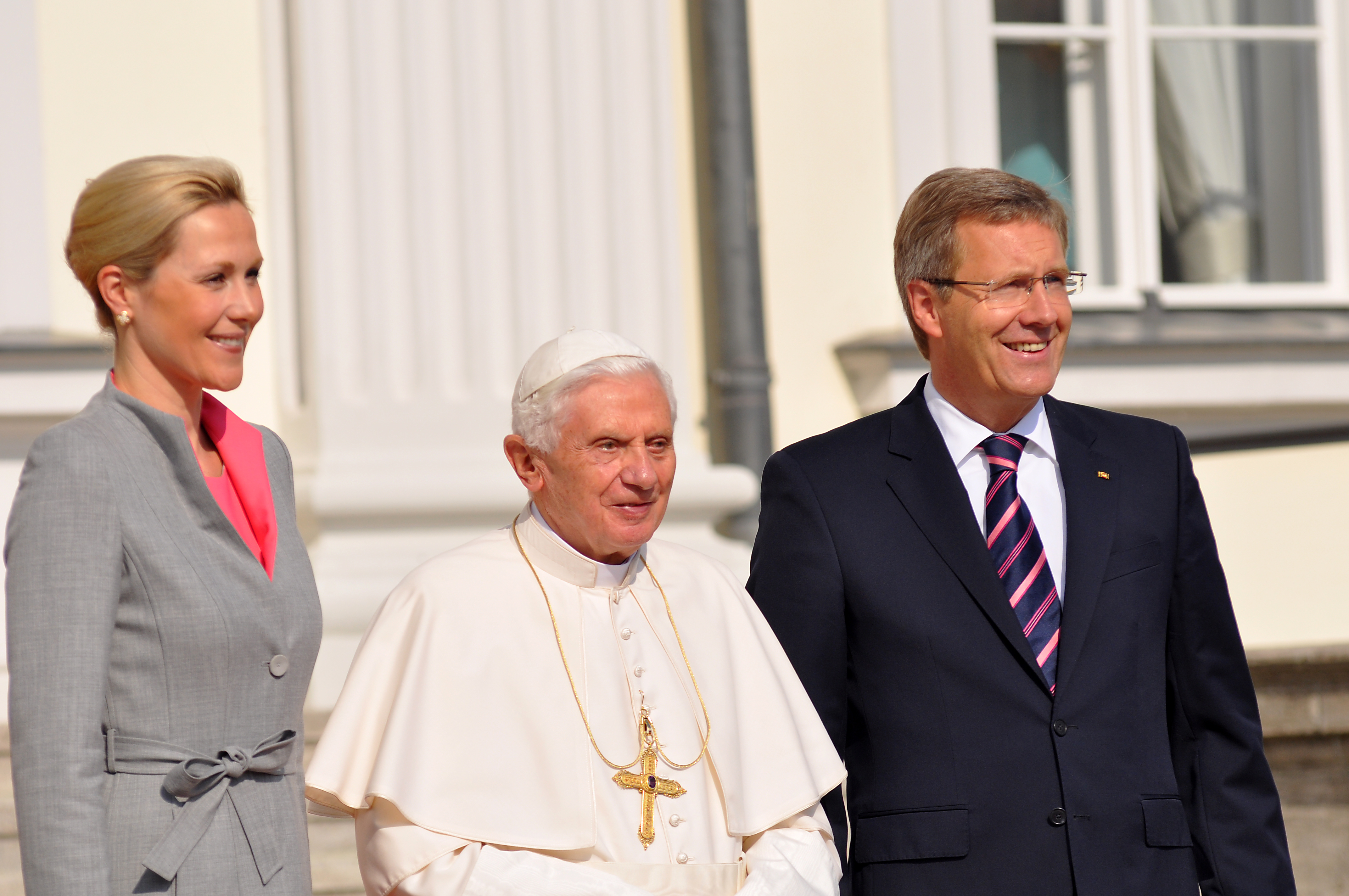
Il Papa con il presidente tedesco Christian Wulff e la consorte Bettina

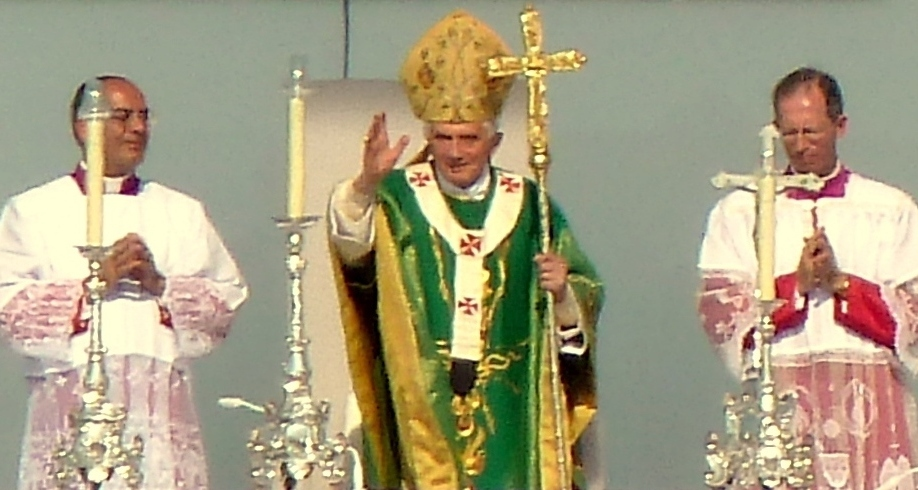
Benedetto XVI a Friburgo

Prima visita ufficiale di papa Benedetto XVI in Germania, ma terza visita dall'inizio del suo pontificato. Il Papa ha visitato Berlino accolto dal presidente federale della Germania, Christian Wulff e dalla cancelliera federale Angela Merkel, insieme a Rainer Maria Woelki, arcivescovo di Berlino. Nella mattinata gli incontri ufficiali tra il Presidente e la Cancelliera, mentre nel pomeriggio il discorso al Bundestag, dove il Pontefice ha parlato di diritto naturale e giustizia, sollecitando un'ecologia dell'uomo. Poi l'incontro con la comunità ebraica tedesca e la messa all'Olympiastadion di fronte a circa 100 000 fedeli. Venerdì 23 settembre, il Papa ha incontrato i musulmani tedeschi e poi si è recato ad Erfurt dove, per la prima volta dopo 500 anni, un papa è andato all'ex-monastero agostiniano dove è vissuto Martin Lutero. Lì una celebrazione ecumenica. Poi i vespri mariani presso la Wallfahrtskapelle di Etzelsbach e nella serata l'incontro con 5 vittime dei preti pedofili, come già aveva precedentemente fatto nei suoi viaggi. Sabato 24 settembre la messa sulla Domplatz di Efurt e la partenza per Friburgo in Brisgovia. Lì il Papa ha visitato la cattedrale di Santa Maria, incontrato Helmut Kohl, ex-cancelliere tedesco, le Chiese ortodosse tedesche, i seminaristi di Friburgo e Consiglio del Comitato centrale dei cattolici tedeschi (ZDK). Ha detto che la Chiesa non si deve fondare sull'apparato e sull'efficienza, ma deve riscoprire la fede e che solo nella Chiesa possiamo essere coerenti con la nostra fede. In serata la veglia con i giovani tedeschi. Domenica 25 settembre la messa all'aeroporto turistico di Friburgo e l'Angelus con circa 100 000 presenze. Nel pomeriggio l'incontro con i giudici della Corte costituzionale di Germania e con i laici cattolici impegnati. Alle 18.45 la cerimonia di congedo e il rientro a Castel Gandolfo. Al contrario delle fosche aspettative precedenti il viaggio, è stato un nuovo successo per la buona accoglienza, successo ammesso con più riserve anche dai commentatori più critici..

#### Benin(18 - 20 novembre 2011)
Benedetto XVI torna per la seconda volta in Africa per consegnare ai vescovi del continente l'Esortazione apostolica nella quale il Papa raccoglie le istanze emerse al Sinodo africano dell'ottobre 2009, scegliendo il paese del Benin, in cui i cattolici sono un terzo dei circa dieci milioni di abitanti e hanno buone relazioni con i musulmani e le altre religioni.
Il 18 novembre, salutato alla partenza da Roma dal presidente del Consiglio Mario Monti, il Papa è giunto a Cotonou, la città più popolosa dello Stato africano del Benin. All'aeroporto, intitolato a Bernardin Gantin (primo cardinale di origine africana ad essere messo a capo di un dicastero vaticano), il Papa è stato accolto dal presidente Yayi Boni, dal locale nunzio apostolico e anche da una delegazione di diversi culti vudù, prima di visitare la cattedrale della città. Il Papa ha lanciato un forte «appello a tutti i responsabili politici ed economici dei paesi africani e del resto del mondo: non private i vostri popoli della speranza! Non amputate il loro futuro mutilando il loro presente! Abbiate un approccio etico con il coraggio delle vostre responsabilità».
Il 19 novembre il Papa si è recato nella città di Ouidah, salutato lungo il viaggio di 40 km in auto da una folla enorme, dove ha reso omaggio alla tomba del cardinale Gantin e ha visitato l'antico seminario di San Gall. Nella cattedrale della città, davanti ai rappresentanti delle 40 conferenze episcopali dell'Africa e del Madagascar, ha consegnato e firmato l'Esortazione apostolica Africae munus nella quale tra l'altro si legge: «la pace degli uomini che si ottiene senza la giustizia è illusoria ed effimera. La giustizia degli uomini che non trova la propria sorgente nella riconciliazione attraverso la verità nella carità rimane incompiuta e non è autentica giustizia». Importante è anche il paragrafo che il documento papale dedica al problema dell'AIDS e delle altre malattie che affliggono l'Africa e sul problema dell'analfabetismo, «male che non uccide direttamente, ma contribuisce alla emarginazione delle persone, che è una forma di morte sociale, e rende impossibile l'accesso alla conoscenza». Rientrato a Cotonou, il papa ha visitato il Foyer Pace e Gioia delle suore di Madre Teresa e ha incontrato i bambini nella vicina parrocchia di Santa Rita, prima dell'incontro con i vescovi del Benin.
Il 20 novembre, ultimo giorno del viaggio apostolico, il Papa ha celebrato la messa allo Stade de l'Amitié di Cotonou, davanti ai fedeli beninensi e a numerosi gruppi di pellegrini provenienti anche dalla Nigeria, dal Togo, dal Ghana e dal Burkina Faso.

### 2012

#### MessicoeCuba(23 marzo - 29 marzo 2012)

##### Messico
Il 23 marzo il Papa giunge in Messico, accolto all'aeroporto di Silao dal presidente Calderón. Dopo i saluti ufficiali il Pontefice, accompagnato lungo il percorso di 35 chilometri in papamobile da una folla stimata in centinaia di migliaia di persone, si è diretto a León, capoluogo dello Stato del Guanajuato, prima tappa del suo primo viaggio apostolico nel Centroamerica. Incontrando i giornalisti poco prima del suo arrivo in Messico, il Papa si era riferito alle violenze legate al narcotraffico in Messico sottolineando la «grande responsabilità della Chiesa di educare la coscienza e insegnare la morale» e, in previsione della sua visita a Cuba, ribadendo la necessità di utilizzare sempre il dialogo e trovare nuovi modelli alternativi al marxismo. Il giorno successivo, dopo una messa privata celebrata nella cappella del Colegio Miraflores, Benedetto XVI si è recato alla Casa del Conde Rul di Guanajuato per una visita di cortesia al Presidente federale e ha salutato i bambini convenuti in Plaza de la Paz.
La messa solenne del 25 marzo, celebrata al Parco del Bicentenario di León, davanti a 250 tra cardinali e vescovi dell'intero continente e ad una folla di oltre mezzo milione di fedeli ha visto il Papa parlare, all'omelia, a «tutti i bambini del Messico, particolarmente quelli che sopportano il peso della sofferenza, l'abbandono, la violenza o la fame, che in questi mesi, a causa della siccità, si è fatta sentire fortemente in alcune regioni» e alle «tante famiglie si ritrovano divise e costrette all'emigrazione, molte soffrono a causa della povertà, della corruzione, della violenza domestica, del narcotraffico, della crisi di valori o della criminalità». In serata il Papa ha celebrato i vespri con i vescovi del Messico e dell'America Latina nella cattedrale della Madre Santissima della Luce di León.

##### Cuba
Il 26 marzo il Pontefice è giunto nell'isola caraibica, già visitata nello storico viaggio apostolico dal suo predecessore e ha celebrato la sua prima messa a Cuba nella città di Santiago di Cuba, celebrando il 400º anniversario del ritrovamento dell'icona di Nostra Signora della Carità del Cobre. Il giorno successivo il Papa si è recato in visita al santuario della patrona dell'isola, prima della partenza per L'Avana.
Secondo quando denunciato da Amnesty International decine di oppositori stati arrestati a Santiago de Cuba, all'inizio della visita del Papa. Nei giorni precedenti, centinaia di persone erano state fermate e arrestate, subendo minacce ed era stato impedito loro di muoversi liberamente. Il 27 marzo, il Pontefice ha effettuato una visita di cortesia al presidente del Consiglio di Stato e del Consiglio dei ministri della repubblica Raúl Castro al Palacio de la Revolución dell'Avana e ha incontrato e cena i vescovi cubani alla Nunziatura apostolica. Durante l'incontro con Raul Castro il Papa ha chiesto, tra l'altro, che il Venerdì Santo sia riconosciuto a Cuba come giorno festivo (così come accadde per l'analoga richiesta fatta da papa Woityla, 14 anni prima, per la festività del Natale), richiesta che è stata accolta dalle autorità cubane pochi giorni dopo la partenza del Papa.
Il giorno seguente, davanti a 300 000 persone, il Papa ha celebrato la messa nella Plaza de la Revolución dell'Avana. Durante l'omelia il Papa ha toccato nuovamente il tema della libertà religiosa nell'isola, affermando che la Chiesa «per poter svolgere il suo compito deve contare sull'essenziale libertà religiosa, che consiste nel poter proclamare e celebrare anche pubblicamente la fede, portando il messaggio di amore, di riconciliazione e di pace, che Gesù portò al mondo». Riconoscendo i passi in avanti fatti da Cuba in tale materia, il Papa ha poi ribadito che «è necessario proseguire, e desidero incoraggiare le autorità governative della nazione a rafforzare quanto già raggiunto e a proseguire in questo cammino di genuino servizio al bene comune di tutta la società cubana».
Al termine della cerimonia religiosa, l'incontro di mezz'ora con il Líder máximo della Rivoluzione cubana, Fidel Castro, 14 anni dopo quello storico avuto durante la visita di Giovanni Paolo II a Cuba. Durante l'incontro, definito «molto cordiale» dal portavoce della sala stampa vaticana padre Federico Lombardi, il papa e Castro hanno scherzato sulla loro età e hanno affrontato svariati temi di attualità incentrati sulle problematiche culturali, religiose e scientifiche della nostra epoca.

#### Libano(14 settembre - 16 settembre 2012)
Il Papa visita il paese mediorientale per la promulgazione dell'Esortazione apostolica post-sinodale per il Medio Oriente, frutto dell'assemblea speciale del Sinodo svoltosi in Vaticano dal 10 al 24 ottobre 2010. Giunto a Beirut il 14 settembre, Benedetto XVI ha visitato la basilica di San Paolo ad Harissa e ha sottoscritto l'Esortazione apostolica post-sinodale. Il giorno successivo, il Papa ha incontrato in visita di cortesia il presidente della repubblica Michel Suleiman di confessione cristiano-maronita, oltre al Presidente del Consiglio dei ministri nel salone degli ambasciatori del palazzo di Baabda. Successivamente ha avuto un incontro con i capi delle comunità religiose musulmane, con i membri del Governo e delle istituzioni della Repubblica, con il corpo diplomatico e con i rappresentanti del mondo della cultura.

## Visite pastorali e pellegrinaggi in Italia

### 2005
- Bari (29 maggio 2005): Benedetto XVI si è recato a Bari per presiedere la messa conclusiva del Congresso eucaristico nazionale. In quest'occasione ha voluto rimarcare il tentativo di riconciliazione con la Chiesa ortodossa.

### 2006
- Manoppello (PE) (1º settembre 2006): pellegrinaggio privato al santuario del Volto Santo di Manoppello, in occasione del V centenario della reliquia, un telo di Bisso Marino che secondo la tradizione sarebbe stato usato dalla Veronica per asciugare il sangue e il sudore di Gesù durante la via Crucis e sul quale è impresso un volto maschile che secondo la tradizione è quello di Gesù Cristo. Il Papa, accolto dall'arcivescovo di Chieti-Vasto Bruno Forte, in occasione della prima giornata per la salvaguardia del pianeta indetta dalla Chiesa ha rinnovato l'appello a «rispettare la Natura, grande dono di Dio che è sempre più esposto a seri rischi di degrado ambientale e va pertanto difeso e tutelato». È la prima volta che un pontefice si reca in questo santuario.
- Verona (19 ottobre 2006): il Papa ha partecipato al IV Convegno ecclesiale nazionale, l'appuntamento decennale della Chiesa italiana. Benedetto XVI ha rivolto un discorso ai partecipanti al Convegno nella Fiera di Verona, sottolineando che «la Chiesa non è un agente politico» e che il compito di operare nella società spetta «ai fedeli laici, che operano come cittadini sotto la propria responsabilità». Nel pomeriggio il Pontefice ha celebrato la messa allo Stadio Marcantonio Bentegodi e durante l'omelia ha auspicato che la Chiesa italiana, dopo l'esperienza del convegno ecclesiale, possa ripartire per affrontare le sfide che il cambiamento della società pone, ribadendo però che «in un mondo che cambia, il vangelo non muta».

### 2007
- Vigevano e Pavia (21 e 22 aprile 2007): Il 21 aprile il Papa ha salutato i fedeli vigevanesi affacciato dal balcone del vescovado in piazza Sant'Ambrogio, celebrando poi la messa con tutti i vescovi della Lombardia in piazza Ducale. Il 22 aprile Benedetto XVI ha fatto visita al Policlinico San Matteo di Pavia e, momento cruciale della sua visita di due giorni, ha reso omaggio, presso la basilica di San Pietro in Ciel d'Oro, alle spoglie di sant'Agostino indicandolo come modello per la "ricerca della verità".
- Assisi I (17 giugno 2007). Il Papa ha visitato il santuario francescano di Rivotorto, la chiesa di san Damiano, la basilica di Santa Chiara, la basilica inferiore e la tomba di San Francesco, la cattedrale di San Rufino e Santa Maria degli Angeli. Durante la visita ha ribadito la necessità della fine di tutte le guerre nel mondo, specialmente nel Medio Oriente.
- Loreto I (1º-2 settembre 2007). Visita pastorale in occasione dell'Incontro nazionale dei giovani - Loreto 2007.

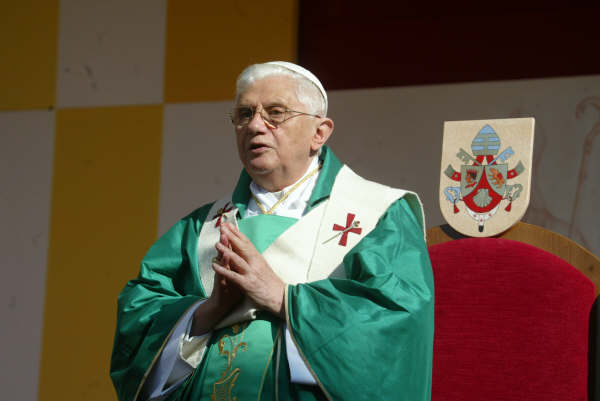
Benedetto XVI in visita a Velletri

- Velletri (23 settembre 2007). Visita del Papa a Velletri, dove dal 1993 al 2005 fu, come cardinale, titolare della Sede suburbicaria di Velletri-Segni. Nell'omelia della messa celebrata nella piazza San Clemente, il Papa ha richiamato alla «scelta tra la logica del profitto e la logica della condivisione e della solidarietà».
- Napoli (21 ottobre 2007). Benedetto XVI si è recato nella città partenopea, su invito del cardinale arcivescovo Crescenzio Sepe per una visita pastorale all'arcidiocesi e per l'inaugurazione dell'incontro interreligioso della Comunità di Sant'Egidio. Il Pontefice ha celebrato la messa e ha recitato l'Angelus in piazza del Plebiscito; a proposito dei problemi di Napoli, il papa ha auspicato «atti politici», una «seria strategia di prevenzione», che «punti sulla scuola e sul lavoro» ma anche un profondo rinnovamento spirituale per mutare il volto della città. Nel pomeriggio si è recato in duomo per pregare sulle reliquie del patrono san Gennaro; nell'occasione è stata riaperta l'urna che custodisce le ossa del santo.

### 2008
- Savona e Genova (17-18 maggio 2008). Il 17 maggio il Papa è giunto al santuario della Misericordia di Savona, da dove si è poi spostato in "papamobile" sino al centro cittadino per la celebrazione della messa; in serata ha visitato gli appartamenti dove Napoleone tenne segregato Pio VII, nel palazzo vescovile. In serata si è trasferito a Genova, dove, il 18 maggio si è recato al santuario di Nostra Signora della Guardia e quindi all'Ospedale Gaslini; ha parlato poi ai giovani in piazza Matteotti e, in serata ha celebrato la messa in piazza della Vittoria davanti a 50.000 fedeli accorsi nonostante il tempo inclemente.
- Santa Maria di Leuca e Brindisi (14-15 giugno 2008). Il 14 giugno il Papa si è recato in pellegrinaggio al santuario della Madonna de Finibus Terrae di Santa Maria di Leuca (Lecce); in serata è atterrato in elicottero a Brindisi e ha raggiunto il piazzale Lenio Flacco dove ha incontrato la cittadinanza e in modo particolare i giovani. La mattina del 15 giugno ha presieduto la messa nella banchina di Sant'Apollinare davanti ad oltre 60.000 fedeli provenienti da tutta l'Italia meridionale. La celebrazione è stata concelebrata dai vescovi di Puglia e Basilicata, con la presenza dell'arcivescovo metropolita ortodosso per l'Italia e Malta, Gennadios Zervós. Nel primo pomeriggio ha visitato la cattedrale di Brindisi, incontrando i sacerdoti, diaconi e seminaristi dell'arcidiocesi.
- Cagliari (7 settembre 2008). Terzo pontefice a visitare la Sardegna, Benedetto XVI si è recato a Cagliari in occasione della conclusione del centenario della proclamazione della titolare del santuario di Nostra Signora di Bonaria a patrona massima dell'isola. Il Papa, accolto al suo arrivo all'aeroporto di Cagliari-Elmas dal presidente del Consiglio Silvio Berlusconi, ha celebrato la messa ai piedi del santuario accolto da oltre centomila persone a seguire l'Angelus. Nel primo pomeriggio ha visitato la cattedrale di Cagliari e subito dopo ha preso parte all'incontro con migliaia di giovani nella via Roma, definendo l'evento «una Giornata Mondiale della Gioventù sarda». Alle 19:00 è ripartito per Roma.
- Albano Laziale (21 settembre 2008). Il Papa si è recato nella cattedrale di Albano per celebrare la messa e consacrare il nuovo altare.
- Pompei (19 ottobre 2008). Il Papa si è recato al santuario della Beata Vergine del Rosario per presiedere la messa e la supplica alla Vergine Maria. Il pellegrinaggio è avvenuto, secondo quanto ha sottolineato l'arcivescovo-prelato di Pompei Carlo Liberati «per affidare all'intercessione della Madre di Dio le riflessioni e le conclusioni della XII assemblea generale ordinaria del Sinodo dei vescovi.» Nella sua omelia il Papa ha ricordato il fondatore del santuario Bartolo Longo e la sua conversione che ha reso possibili una serie di «opere sociali volte a tradurre il vangelo in servizio concreto alle persone più in difficoltà». Dopo la messa il Papa ha pranzato con i vescovi della Campania, regione da lui visitata per la seconda volta in un anno e ha recitato il rosario sulla tomba di Longo assieme a migliaia di fedeli.

### 2009
- L'Aquila (28 aprile 2009). Benedetto XVI si è recato nei luoghi colpiti dal violento terremoto del 6 aprile. Giunto in Abruzzo in auto, a causa del maltempo che ha impedito il decollo dell'elicottero papale, si è recato nella frazione aquilana di Onna assurta a simbolo della distruzione operata dal sisma, accolto dall'arcivescovo dell'Aquila Giuseppe Molinari e del capo della Protezione Civile Guido Bertolaso. Il Papa si è rivolto agli abitanti della tendopoli di Onna con queste parole: «Vi sono stato accanto fin dal primo momento e ho seguito con apprensione le notizie condividendo il vostro sgomento e le vostre lacrime. Vorrei abbracciarvi con affetto ad uno ad uno». Il papa si è poi recato a pregare sulle spoglie di Celestino V sulla cui teca ha deposto il suo pallio, soffermandosi per qualche minuto all'interno della basilica di Santa Maria di Collemaggio, gravemente danneggiata dal sisma. Alla Casa dello Studente, altro luogo simbolo del terremoto, il Papa ha poi incontrato alcuni studenti sopravvissuti al crollo della struttura, prima di recarsi nella caserma della Guardia di Finanza (struttura adibita nei giorni successivi al sisma, a centro operativo per i soccorsi), per salutare con un discorso e benedire i presenti.
- Cassino e Montecassino (24 maggio 2009). Nella solennità dell'Ascensione il Papa ha reso visita alla diocesi dell'Abbazia territoriale di Montecassino. In mattinata ha celebrato la messa sul piazzale dell'ex campo Miranda di Cassino, intitolata ora piazza Benedetto XVI, per poi inaugurare la Casa della Carità, struttura destinata ad ospitare i senzatetto. Nel pomeriggio ha commemorato le vittime della Seconda guerra mondiale presso il cimitero polacco, in occasione del 65º anniversario del bombardamento alleato, dopo aver visitato la celebre abbazia benedettina presso la quale ha recitato i vespri con i monaci e le monache benedettine di tutto il mondo.
- San Giovanni Rotondo (21 giugno 2009). Il Papa ha venerato le spoglie di padre Pio e ha celebrato messa sul sagrato della basilica. Prima di rientrare in Vaticano ha visitato la Casa Sollievo della Sofferenza e ha incontrato i sacerdoti, i religiosi e le religiose e i giovani della Puglia.
- Aosta (24 luglio 2009). Durante la sua terza, e ultima, vacanza valdostana, il Papa ha visitato per la prima volta la città di Aosta. In questa occasione ha celebrato i vespri in cattedrale alla presenza di tutto il clero della diocesi, inserendo questo incontro nello speciale anno giubilare dedicato a sant'Anselmo patrono della città. Prima di entrare in chiesa, il Papa è passato per le vie del centro cittadino su una jeep scoperta salutando i cittadini presenti e al termine della celebrazione ha impartito, dal sagrato, una benedizione al popolo valdostano.
- Viterbo e Bagnoregio (6 settembre). Benedetto XVI è stato in mattinata a Viterbo, facendo visita alle spoglie di Santa Rosa da Viterbo, alle suore clarisse, e incontrando il clero; nel pomeriggio ha fatto visita a Bagnoregio, patria di San Bonaventura.
- Brescia (8 novembre). Il Papa è giunto nella città lombarda in occasione del 30º anniversario della morte di papa Paolo VI. Prima di celebrare la messa in piazza Paolo VI, Benedetto XVI ha sostato presso la parrocchia di Botticino Sera per rendere omaggio alle spoglie di Sant'Arcangelo Tadini. Nel pomeriggio il Papa è stato a Concesio, paese natale di Montini.

### 2010
- Torino (2 maggio 2010). Benedetto XVI ha visitato il capoluogo piemontese in occasione dell'ostensione della Sindone di Torino. Il Pontefice ha venerato la Sindone, ha celebrato la messa e recitato il Regina Coeli in piazza San Carlo dove ha incontrato, nel pomeriggio, i giovani. Successivamente si è recato alla Piccola casa della Divina Provvidenza dove ha incontrato gli ospiti e i religiosi dell'opera fondata da san Giuseppe Benedetto Cottolengo.
- Sulmona (4 luglio). Benedetto XVI ha visitato la città abruzzese per commemorare l'VIII centenario dalla nascita di Celestino V. Dopo la celebrazione della messa in piazza Garibaldi, il Papa ha inaugurato la casa sacerdotale al Centro pastorale e incontrato una delegazione della locale casa circondariale. Ha poi incontrato i giovani della diocesi di Sulmona-Valva nella cattedrale di San Panfilo dove ha venerato le reliquie di San Celestino.
- Carpineto Romano (5 settembre). Benedetto XVI si è recato a Carpineto Romano luogo natale di Leone XIII, il Pontefice della "Rerum Novarum", in occasione del II centenario della nascita. Il Pontefice è arrivato in mattinata dalla residenza estiva di Castel Gandolfo e ha incontrato la cittadinanza di Carpineto Romano durante l'unico appuntamento pubblico della celebrazione eucaristica. Al centro dell'omelia la figura di Leone XIII, «un papa anziano ma che ha saputo cogliere i segni dei tempi», come ha ricordato il Papa.
- Palermo (3 ottobre). Benedetto XVI si è recato per la prima volta da pontefice in Sicilia, invitato dall'arcidiocesi di Palermo e dai vescovi siciliani in occasione del convegno su giovani e famiglia. Il Papa è arrivato verso le 9.15 all'aeroporto "Falcone e Borsellino" di Punta Raisi. Raggiunto il lungomare del Foro Italico, il Pontefice è stato salutato dal sindaco di Palermo, Diego Cammarata, e dall'arcivescovo di Palermo, Paolo Romeo. Poi il Papa ha celebrato la messa al Foro Italico e ha ricordato le vittime della mafia, come don Pino Puglisi, Falcone e Borsellino. Ha incitato i giovani a non avere paura della criminalità organizzata. Al termine, dopo la recita dell'Angelus, il Papa si è recato nel palazzo arcivescovile per il pranzo con i vescovi della Sicilia. Alle 17.00 l'incontro con i sacerdoti, i religiosi, le religiose e i seminaristi nella cattedrale di Palermo e alle ore 18.00 l'incontro con i giovani in piazza Politeama a Palermo. Ai giovani ha ricordato di nuovo i martiri della mafia, ma anche i santi e beati siciliani giovani insieme alla beata Chiara Badano, beatificata pochi giorni prima a Roma. Nonostante alcune polemiche sul costo della visita, fonti della Questura italiana parlano di oltre 250.000 fedeli alla messa, rispetto ai 100.000 pronosticati, e bagni di folla oltre le previsioni anche nel pomeriggio. La frase più forte contro la mafia: "Non cedete alle suggestioni della mafia, che è una strada di morte, incompatibile con il vangelo". Ritornando, la sera, verso l'aeroporto di Punta Raisi, il Pontefice si è voluto fermare con la sua macchina a Capaci, dove venne ucciso il giudice Giovanni Falcone e la sua scorta, e ha deposto una corona di fiori, discostandosi dal programma della visita.

### 2011
- Venezia e Aquileia (7 e 8 maggio 2011). Il 7 maggio Benedetto XVI ha incontrato la cittadinanza in piazza Capitolo ad Aquileia e ha inaugurato l'anno di preparazione interdiocesana al Secondo Convegno di Aquileia previsto per il 2012. In quest'occasione il Pontefice ha ricordato l'importanza del patriarcato di Aquileia e dell'impegno in ogni ambito della società, soprattutto politico. Successivamente si è recato a Venezia, dove ha incontrato la cittadinanza in piazza San Marco. Subito dopo, la venerazione delle reliquie di San Marco evangelista nella basilica di San Marco. Il giorno seguente, l'8 maggio, ha celebrato la messa nel Parco San Giuliano di Mestre, alla presenza dei vescovi del Triveneto e di circa 300.000 fedeli giunti da tutto il Nord-Est[30], comprese comunità slovene, austriache, bavaresi. Alle 17.00 nella basilica di San Marco la chiusura della visita pastorale del patriarca Angelo Scola. Poi l'incontro con il mondo della cultura e dell'economia nella basilica della Salute a Venezia[31], dove Benedetto XVI ha ricordato che una società liquida non risponde ai desideri dell'uomo ed è da condannare, in quanto minata alla base dal relativismo. Alle 18.45 la benedizione al termine dei lavori di restauro della cappella della Santissima Trinità nella basilica della Salute e l'inaugurazione dei locali della Biblioteca dello Studium generale Marcianum. Nel corso della visita, il Pontefice ha esortato i cattolici ad impegnarsi attivamente nella vita politica, invitandoli a proporre la bellezza dell'avvenimento di Gesù Cristo, Via, Verità e Vita, ad ogni uomo e ad ogni donna, in un rapporto franco e sincero con i non praticanti, con i non credenti e con i credenti di altre religioni[32]; ha poi messo in guardia da una fede che rischia di diventare un orizzonte che solo superficialmente abbraccia la vita e ha invitato i vescovi e tutti i laici ad impegnarsi nella nuova evangelizzazione[33]. Il tema scelto per la visita era: «Tu conferma la nostra fede».
- San Marino (19 giugno 2011). Benedetto XVI si è recato in visita prima nella Repubblica di San Marino, celebrando la messa di fronte ad oltre 20.000 persone nello Stadio di Serravalle, dove il pontefice ha accusato l'edonismo e il relativismo come mali che disgregano la famiglia e i valori morali e religiosi; poi ha ricordato la crisi economica e i problemi della disoccupazione giovanile. Nel pomeriggio la visita ufficiale ai Capitani reggenti di San Marino, Maria Luisa Berti e Filippo Tamagnini e l'incontro ufficiale con i membri del Governo, del Congresso e del corpo diplomatico. Il Papa ha ricordato come i valori cristiani devono essere alimentati e conservati. Poi la visita alla basilica di San Marino e la venerazione del Santissimo Sacramento e delle reliquie del patrono san Marino. Infine, il Papa si è spostato a Pennabilli dove ha incontrato i giovani e visitato la cattedrale. Ad accompagnarlo il vescovo di San Marino-Montefeltro Luigi Negri. Di nuovo al centro del discorso del Pontefice la precarietà e la perdita dei valori.
- Ancona (11 settembre). Il Pontefice celebra la giornata conclusiva del XXV Congresso eucaristico nazionale, con il tema "Signore da chi andremo?"[34]. Il Pontefice arriva al cantiere navale di Ancona accolto da 100.000 persone e alle ore 10.00 celebra la messa: nella sua omelia ricorda la fatica dei cassintegrati, dei disoccupati, e afferma che non ci vuole solo la politica e l'economia, ma anche l'etica per un mondo migliore. All'Angelus ricorda l'11 settembre e come non si può giustificare la violenza in nome di Dio. Pranza con i vescovi, una rappresentanza di operai in cassa integrazione e di poveri assistiti dalla Caritas. Benedetto XVI nel pomeriggio raggiunge in auto la cattedrale di San Ciriaco per l'incontro con gli sposi e con i sacerdoti. Alle 18.00 l'incontro in piazza del Plebiscito con i giovani fidanzati, cui ricorda che "bruciare le tappe vuol dire bruciare l'amore", seguito da un lungo applauso: è stato il primo incontro di questo genere nel corso di una visita pastorale da parte di un pontefice.
- Lamezia Terme e Serra San Bruno (9 ottobre). Prima visita pastorale in Calabria. Alle 9:15 Benedetto XVI è arrivato a Lamezia Terme accolto da Gianni Letta, dal vescovo di Lamezia Terme, Luigi Antonio Cantafora e dalle autorità. Subito si trasferisce nella zona ex-Sir della città e, dopo lo scambio di doni e discorsi, celebra la messa di fronte a oltre 40 000 persone. Conclusa la celebrazione eucaristica il Papa raggiunge in auto l'episcopio di Lamezia Terme per il pranzo con i vescovi. Qui ricorda anche nell'Angelus come la Calabria deve terminare di essere dimenticata e deve reagire alla violenza delle organizzazioni mafiose. Dopo il pranzo, alle 16:30, prima di lasciare l'episcopio, il Papa saluta gli organizzatori della visita, quindi raggiunge in auto lo stadio Guido D'Ippolito di Lamezia Terme e da qui, alle ore 16:45, parte in elicottero alla volta di Serra San Bruno. Qui saluta la cittadinanza e si reca alla certosa che ospitò san Bruno, santo tedesco, per celebrare i vespri con i monaci certosini. Qui elogia la vita contemplativa contro il rumore assordante del mondo odierno. Ricorda anche la precedente visita di Giovanni Paolo II, avvenuta 27 anni prima. Infine riparte alla volta di Roma.
- Assisi II (27 ottobre). Il Pontefice il 1º gennaio ha annunciato il suo pellegrinaggio ad Assisi in occasione del XXV dell'incontro interreligioso promosso da Giovanni Paolo II nel 1986. Il Pontefice ha invitato 300 esponenti delle diverse religioni del pianeta (compresi per la prima volta anche gli agnostici e gli atei) in una giornata di riflessione, dialogo e preghiera per la pace. I delegati e il Papa sono giunti nella cittadina umbra con il treno Frecciargento e si sono riuniti nella basilica di Santa Maria degli Angeli dove ci sono stati gli interventi di diversi esponenti religiosi. Poi il pranzo frugale nel convento dei francescani e la preghiera personale nelle proprie celle. Nel pomeriggio nella piazza antistante la basilica inferiore di San Francesco altre riflessioni dei delegati, del Pontefice che ha deplorato le guerre, soprattutto quelle fatte in nome di Dio, perché usano e strumentalizzano il suo nome. Poi il rinnovo dell'impegno per la pace e la visita alla tomba di san Francesco. Infine il ritorno a Roma in treno.

### 2012
- Arezzo, La Verna, Sansepolcro (13 maggio), in occasione del millenario della fondazione della basilica cattedrale e della città di Sansepolcro. Le avverse condizioni meteorologiche hanno impedito al Papa di raggiungere La Verna, secondo il programma della visita. Accolto dall'arcivescovo Riccardo Fontana e dal presidente del Consiglio dei ministri Mario Monti. Durante l'omelia della messa al Prato il Pontefice ha detto: «La città di Arezzo riassume espressione significative di culture e di valori. Tanti segni di identità cristiana. Questa terra dove nacquero grandi come Petrarca e Vasari ha avuto parte attiva nell'affermazione di quella concezione dell'uomo che ha inciso sulla storia sell'Europa, facendo forza sui valori cristiani. La cultura di queste terre ha tra i suoi valori distintivi la solidarietà, l'attenzione ai più deboli, rispetto della dignità di ciascuno, l'accoglienza»[35]. Poi la visita alla cattedrale con l'Arca di San Donato e la Madonna del Conforto. Dopo il pranzo, la visita alla basilica cattedrale di Sansepolcro e il discorso incentrato sui rapporti tra sfera politica e religiosa nel quale il papa ha affermato che "Il bene comune conta di più del bene del singolo, e tocca anche ai cristiani contribuire alla nascita di una nuova etica pubblica"[36]. Primo papa a Sansepolcro dopo 500 anni. In seguito a un'interrogazione parlamentare dei deputati Donatella Poretti e Marco Perduca è stato rivelato che la Regione Toscana e Provincia di Arezzo hanno contribuito per complessivi 200.000 € alla visita del papa[37].

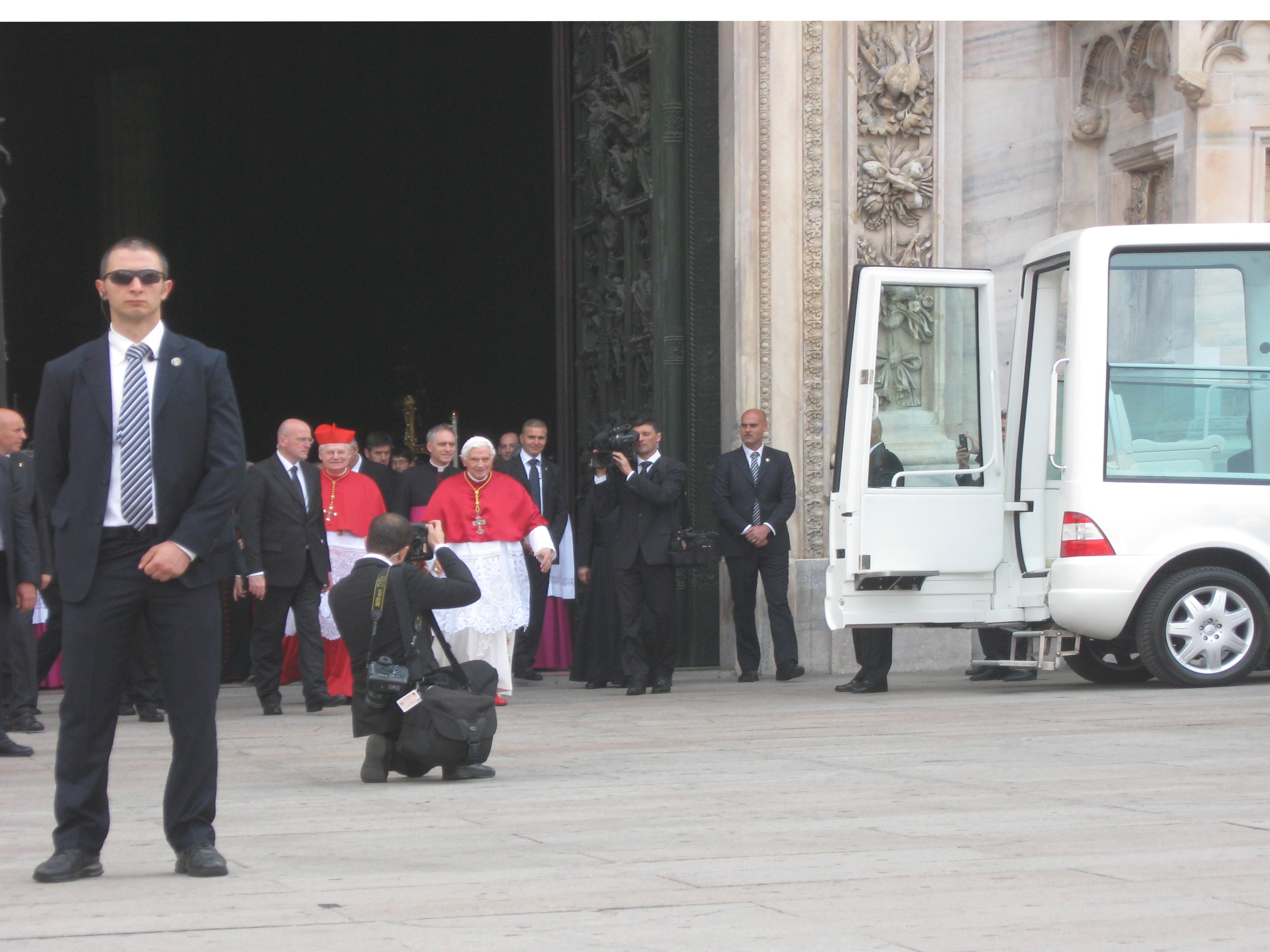
Benedetto XVI con il cardinale Angelo Scola sul sagrato del Duomo di Milano, al termine della celebrazione dell'Ora Terza con i religiosi e i sacerdoti della diocesi

- Milano (1º-3 giugno). In occasione del VII Incontro mondiale delle famiglie il Papa visita l'arcidiocesi ambrosiana, a 28 anni di distanza dalla visita compiuta dal suo predecessore Giovanni Paolo II. Il 1º giugno il Papa ha salutato la cittadinanza in piazza del Duomo, accolto dai discorsi di benvenuto del sindaco Giuliano Pisapia e dell'arcivescovo Angelo Scola e ha assistito in serata al Teatro alla Scala alla Nona sinfonia di Beethoven diretta dal maestro Daniel Barenboim.[38] Il 2 giugno, dopo essersi recato in Duomo per l'incontro con il clero, Benedetto XVI ha incontrato i giovani allo Stadio Giuseppe Meazza gremito di 80.000 presenze; in serata ha presenziato alla veglia delle famiglie al Parco Nord di Bresso. Nell'ultimo giorno della visita a Milano, il 3 giugno il Papa ha celebrato la messa sulla spianata di Bresso, davanti a circa un milione di fedeli[39] accorsi da tutto il mondo; durante l'omelia il Pontefice ha ribadito la centralità della famiglia «fondata sul matrimonio tra l'uomo e la donna» sottolineando che «Dio ha creato l'essere umano maschio e femmina, con pari dignità, ma anche con proprie e complementari caratteristiche» perché, ha detto il Papa, «i due fossero dono l'uno per l'altro, si valorizzassero reciprocamente e realizzassero una comunità di amore e di vita». Secondo i dati forniti dalla Camera di commercio di Monza e Brianza dovrebbe essere di circa 58 milioni di euro l'indotto derivante dall'Incontro: l'organizzazione dell'evento è costata tra i 10 e i 12 milioni di euro, di cui due milioni finanziati dalla Regione Lombardia[40], inoltre il comune di Milano ha stimato una spesa complessiva di circa 3,1 milioni di euro per i servizi offerti durante la visita del papa.[41]
- Zone terremotate dell'Emilia-Romagna: San Marino di Carpi e Rovereto di Novi (26 giugno). Il Pontefice ha voluto visitare le zone colpite dal terremoto che ha scosso l'Emilia-Romagna il 20 e il 29 maggio. Accolto a San Marino di Carpi dal vescovo di Carpi Francesco Cavina e dal capo della Protezione Civile Franco Gabrielli. A Rovereto di Novi, il Papa ha pregato di fronte alla chiesetta di Santa Caterina d'Alessandria, dove trovò la morte don Ivan Martini, mentre tentava di salvare una statua della Madonna, fatta vedere a Benedetto XVI. Poi ha rivolto un discorso alla cittadinanza, accolto da applausi e cori, e alle autorità presenti. Al termine è ritornato a Roma.
- Nemi (9 luglio). Benedetto XVI visita la Casa dei Verbiti a Nemi dove fu ospite durante il Concilio Vaticano II insieme ad alcuni padri conciliari per redigere il documento sulle missioni del Concilio Vaticano II. Dopo un breve discorso, dove indica il calore e il gioioso ricordo di quel periodo, il Papa fa ritorno nel palazzo apostolico di Castel Gandolfo.
- Frascati (15 luglio), così come annunciato dal vescovo Raffaello Martinelli in occasione della festa patronale dei Santi Filippo e Giacomo apostoli.
- Loreto II (4 ottobre), in occasione del 50º anniversario della visita di Giovanni XXIII, il Papa va a Loreto a celebrare la messa e visita la Santa Casa. Durante la visita il Pontefice affida l'Anno della fede alla Madonna. Nel pomeriggio ritorna a Roma.

## Visite pastorali nella diocesi di Roma

### 2005
- 30 settembre, visita all'Ospedale Bambin Gesù.
- 18 dicembre, visita alla parrocchia di Santa Maria Consolatrice.

### 2006
- 26 marzo, visita alla parrocchia di Dio Padre Misericordioso.
- 2 maggio, visita al santuario della Madonna del Divino Amore.
- 21 ottobre, visita alla Pontificia Università Lateranense.

### 2007
- 4 gennaio, visita alla mensa Caritas di Colle Oppio.
- 18 marzo, visita al carcere minorile di Casal del Marmo.
- 2 dicembre, visita all'ospedale dell'Ordine di Malta.
- 16 dicembre, dedicazione e consacrazione della nuova chiesa della Madonna del Rosario ai Martiri portuensi.

### 2008
- 1º febbraio, visita al Pontificio Seminario Romano Maggiore.
- 9 marzo, visita alla chiesa di San Lorenzo in Piscibus.
- 7 aprile, visita alla basilica di San Bartolomeo all'Isola Tiberina per la Liturgia della Parola per la commemorazione dei martiri del XX secolo.

### 2009
- 20 febbraio, visita al Pontificio Seminario Romano Maggiore e al monastero di Santa Francesca Romana a Tor de' Specchi.
- 29 marzo, visita alla parrocchia del Santo Volto di Gesù.
- 13 dicembre, visita all'Hospice Sacro Cuore al Gianicolo.

### 2010
- 12 febbraio, Pontificio Seminario Romano Maggiore, festa della Madonna della Fiducia.
- 14 febbraio, Stazione Termini, visita alla Caritas di Roma.
- 17 febbraio, Mercoledì delle Ceneri, chiesa di Sant'Anselmo all'Aventino, statio e processione penitenziale, e basilica di Santa Sabina, messa, benedizione e imposizione delle ceneri.
- 7 marzo, visita pastorale alla parrocchia San Giovanni della Croce.
- 24 giugno, visita al Centro Don Orione di Monte Mario.
- 12 dicembre, visita pastorale alla parrocchia di San Massimiliano Kolbe a via Prenestina (Torre Angela).

### 2011
- 5 gennaio, Policlinico Agostino Gemelli, visita ai Bambini ricoverati nei Reparti di Pediatria.
- 4 marzo, Pontificio Seminario Romano Maggiore, festa della Madonna della Fiducia.
- 9 marzo, Mercoledì delle Ceneri, chiesa di Sant'Anselmo all'Aventino, statio e processione penitenziale, e basilica di Santa Sabina, messa, benedizione e imposizione delle ceneri.
- 20 marzo, messa e rito di dedicazione della nuova parrocchia romana di San Corbiniano all'Infernetto-Casal Palocco.
- 27 marzo, visita al Sacrario delle Fosse Ardeatine.
- 5 luglio, visita alla sede dell'Osservatore Romano, in occasione del 150º anniversario di fondazione del Quotidiano.
- 11 dicembre, visita pastorale alla parrocchia di Santa Maria delle Grazie a Casal Boccone.
- 18 dicembre, visita pastorale alla casa circondariale nuovo complesso di Rebibbia.

### 2012
- 15 febbraio, Pontificio Seminario Romano Maggiore, lectio divina ai seminaristi in occasione della festa della Madonna della Fiducia.
- 22 febbraio, Mercoledì delle Ceneri, nella chiesa di Sant'Anselmo all'Aventino presiede la statio quaresimale e la processione penitenziale alla basilica di Santa Sabina. Qui celebra la messa, benedice e impone le ceneri.
- 4 marzo, II Domenica di Quaresima, visita pastorale alla parrocchia di San Giovanni Battista de La Salle al Torrino.
- 10 marzo, basilica di San Gregorio al Celio, celebrazione dei Vespri del transito di San Gregorio Magno con i monaci camaldolesi e l'arcivescovo di Canterbury, Rowan Williams, nel millenario della fondazione dell'Eremo di Camaldoli.
- 3 maggio, visita al Policlinico Gemelli di Roma in occasione del 50º anniversario della Facoltà di Medicina e Chirurgia.
- 12 novembre, visita alla casa-famiglia "Viva gli anziani", gestita dalla Comunità di Sant'Egidio sul Gianicolo.
- 16 dicembre, III Domenica d'Avvento, visita pastorale alla parrocchia San Patrizio al Colle Prenestino.